# IC4-sagen
IC4-sagen er en sag om DSB's anskaffelse af 83 nye IC4- og 23 IC2-togsæt, der som følge af leveringsvanskeligheder og lav driftsstabilitet aldrig blev indsat fuldt ud i den almindelige drift. I 2007 var kun fire togsæt indsat i overvåget prøvedrift og i 2009 indgik togproducenten AnsaldoBreda og DSB et juridisk og økonomisk forlig, der indebar, at producenten leverede togene i en ufærdig stand, og at DSB mod en økonomisk kompensation selv færdiggjorde togene. Dermed blev DSB de facto både kunde og togproducent.
På baggrund af betydelige tekniske udfordringer med togene konkluderede rådgivningsvirksomheden Atkins i 2011, at grundelementerne ved IC4 var sunde, og at de tekniske problemer kunne løses, men at det krævede investeringer på yderligere 400-800 mio. kr. at opnå tilstrækkelig driftsstabilitet. Efterfølgende fik hele serien af IC4-tog kørselsforbud som følge af mulige bremseproblemer. I 2012 kom nogle af togene gradvist i drift igen (hvor mange?), efter at Danmarks Tekniske Universitet konkluderede, at IC4 bremsede inden for normtid. Samtidig kritiserede Rigsrevisionen DSB og Transportministeriet for deres håndtering af IC4.
Uagtet det lange leveringsforløb undlod DSB at ophæve kontrakten med producenten, bl.a. fordi DSB vurderede, at konsekvenserne ved at ophæve var både uklare, årelange og risikobetonede. Med syv års forsinkelse modtog DSB i 2013 de sidste togsæt, der endnu på dette tidspunkt fandt de for tidligt at opgøre de samlede omkostninger for IC4. I oktober 2014 lød den samlede regning på 6,8 mia. kr. inkl. leje af erstatningstog og dermed indtil videre 1,5 mia. kr. dyrere end den oprindelige kontraktsum. Togene havde da kørt 10 mio. km. IC4 og IC2 blev foreslået skrottet for at undgå yderligere udgifter, men det vurderedes, at der især var behov for IC4, indtil resten af hovedstrækningerne er elektrificerede i slutningen af 2020'erne.
I december 2014 konkluderede en uafhængig rapport, at IC4 og IC2 var en dårlig investering, men at de fortsat burde videreudvikles for 112-163 mio. kr., så 77 IC4-togsæt kunne være i drift i 2019. Ifølge DSB fandtes ingen alternativer til IC4 og IC2 ud over renovering af 40 af de 35 år gamle MR-tog, hvilket man skønnede ville koste 300 mio. kr. Folketinget accepterede derfor, at IC4's og IC2's videreudvikling. I maj 2016 tilkendegav bl.a. daværende transportminister Hans Christian Schmidt, at IC4 burde udfases kontrolleret henset til, at togene formentlig aldrig kom til at afløse IC3.
På baggrund af fortsat lav driftsstabilitet fremlagde DSB i december 2016 en minimalistisk indsættelsesplan, der bl.a. indebar, at der skulle anvendes 77 IC4-togsæt fordelt med ca. 40 togsæt i drift med passagerer og ca. 37 togsæt i drifts- og værkstedsreserve. Endvidere ville IC4 primært blive anvendt som regionaltog frem mod indsættelsen af nye tog i 2027. I 2017 skrottedes 5 hensatte IC4- og 8 IC2-togsæt. De resterende IC4- og IC2-togsæt er solgt til et rumænsk togselskab, der overtager togene, efterhånden som DSB's nye IC5-togsæt leveres.

## Baggrund

### Gode Tog til Alle(1998)
Realiseringen af DSB's strategiske plan Gode Tog til Alle (GTA) fra 1998 indebar nye og bedre tog, hyppigere afgange, kortere rejsetider og således også indkøb af en ny generation af fjerntog. Dermed kunne de nye tog afløse IC3, der herefter kunne sættes ind på de sjællandske regionalstrækninger og her fortrænge de lokomotivtrukne tog. Efter elektrificeringen af det danske jernbanenæt sattes i bero i midten af 90'erne, så DSB sig imidlertid nødsaget til at satse på dieseltog, så også de ikke-elektrificerede hovedstrækninger nord for Fredericia og vest for Lunderskov kunne betjenes med direkte tog til og fra København. Dette var på et tidspunkt, hvor dieseltog var i udfasning andre steder Europa.

### EU-udbuddet (1998–2000)

#### Prækvalifikationen og udbudsbetingelserne
I oktober 1998 blev DSB's kvalifikationsordning offentliggjort i EU Tidende. Den 13. september 1999 udsendte DSB udbudsmaterialet til de prækvalificerede virksomheder. DSB modtog seks tilbud fra fem virksomheder. Tilbuddene skulle oprindeligt være indleveret den 20. december 1999, men de fem bydende virksomheder måtte bede om udsættelse til den 14. februar 2000 som følge af DSB's store krav til togenes fleksible anvendelse.
I februar 2000 bød de fem togproducenter Adtranz, Alstom, AnsaldoBreda, Bombardier og Siemens gennem EU-udbuddet på ordren til DSB på 80 passagertog med en option på yderligere 70 tog.

#### DSB's evaluering af de indkomne tilbud
DSB evaluerede tilbuddene ud fra fire overordnede kriterier:
- "Generel kontraktlig evaluering" – bl.a. kontrakttekniske forhold, kvalifikationer og forbehold til kontraktudkastet
- "Teknisk evaluering" – bl.a. brug af standardkomponenter, togenes konstruktion og leveringstid
- "Finansielle forhold" – bl.a. totalomkostning, indkøbspris og energiomkostninger
- Tilbudsgiverens ledelse, økonomi og erfaringer" – bl.a. tilbudsgiverens og underleverandørers relevante erfaringer.

På baggrund af ovennævnte fire evalueringskriterier screenede DSB de indkommende bud. DSB detailvurderede tre udvalgte bud og indledte efterfølgende forhandlinger med budsgiverne. Da man ikke forudgående erfaring med virksomheden brugte DSB flest resurser på den italienske togproducent, AnsaldoBreda.
Til Rigsrevisionen oplyste DSB efterfølgende i 2006, at de til evaluering af indkomne bud udarbejde evalueringsværkstøjer var lavet i samarbejde med et udviklingsteam under ingeniør Carl Bros industridivision, hvis tilknyttede udviklere havde erfaring med jernbanesektoren. DSB vurderede derfor, at evalueringsværktøjet på det tidspunkt var "best practice" på markedet og derved sikrede det bedst tænkelige udgangspunkt for at vurdere realismen i AnsaldoBredas tidsplan.
Alstom og Adtranz var med i udskillelsesløbet. Alstom fravalgtes grundet DSB's bekymringer om deres togsæt var for avancerede på trods af, at en næsten færdig prototype af sættet solgt til tyske DB allerede i september 2000 havde været at se på en udstilling i Berlin. Adtranz fravalgtes grundet pris.

#### DSB’s vurdering af AnsaldoBreda
Som led i vurderingen af AnsaldoBreda i forbindelse med de indkomne bud besøgte DSB AnsaldoBredas produktionsanlæg og underleverandøren Iveco, der skulle producere motorerne til IC4-togene. Ifølge DSB efterlod inspektionsbesøgene DSB med et indtryk af, at AnsaldoBreda rådede over en stor produktionskapacitet og ville evne at styre forløbet fra ordre til leverance. DSB vurderede desuden, at underleverandøren arbejdede systematisk og ville være i stand til at udvikle en motor, der levede op til udbudsmaterialets krav.
DSB afholdt herudover i maj 2000 møder med De Norske Statsbaner (NSB) og Metrodanmark, der på det tidspunkt begge købte tog fra AnsaldoBreda. Metrodanmark skrev i 1996 kontrakt med AnsaldoBreda om levering af 19 tog til den københavnske metros første fase, der skulle åbne i oktober 2000. AnsaldoBreda skulle levere yderligere 15 tog til fase 2 og 3. I 1997 bestilte NSB 36 elektriske togsæt fra AnsaldoBreda. Togene skulle leveres mellem 2000 og 2001.
På møderne fik DSB overordnet et positivt indtryk af AnsaldoBreda som togleverandør. De skandinaviske togindkøbere var tilfredse med samarbejdet med selskabet, og deres leverancer blev beskrevet som teknisk og kvalitetsmæssigt i orden. De skandinaviske togindkøbere pegede imidlertid på, at italienerne var mindre gode til projektstyring. Det drejede sig primært om at planlægge og overholde tidsfrister. På tidspunktet for DSB's IC4-udbud var metroprojektet forsinket med et halvt år. NSB var ligeledes udsat for mindre forsinkelser. DSB vurderede, at forsinkelserne ikke var større, end hvad der generelt var gældende i branchen.
Rigsrevisionens undersøgelse i 2006 viste, at på der på tidspunkt for DSB's valg af AnsaldoBreda som leverandør ikke var indikationer på, at de ville levere senere end andre togleverandører.

#### Kontraktindgåelsen med AnsaldoBreda
På baggrund af DSB's evaluering af de indkomne tilbud og vurdering af AnsaldoBreda bestilte DSB i december 2000 83 dieseltogsæt til en kontraktpris på 5 mia. kr. fra den italienske togproducent. 4 mia. kr. var allerede betalt. I 2002 suppleredes kontrakten med et tillæg om 23 IC2-togsæt til en værdi af 800 mio. kr.
Ved indgåelsen af kontrakten lagde DSB vægt på at købe kendt teknologi, og såfremt leverancerne skulle blive forsinkede, ville der ifølge DSB falde dagbøder over for producenten. DSB var endvidere omfattet af en økonomisk moderselskabsgaranti fra AnsaldoBredas ejer Finmeccanica.

### Aktstykke 113 af 28. november 2000
Den bevillingsmæssige ramme for kontraktindgåelsen var finanslovsaftalen om trafik af 26. november 1999 tiltrådt af regeringen, SF og Enhedslisten og Trafikministeriets aktstykke 113 af 28. november 2000 til Finansudvalget. Som led i udmøntningen af rammeaftalen sigtede man mod en køreplan, der med en produktionsudvidelse på ca. 25 % skulle være mere effektiv end den daværende køreplan. Af aktstykket fremgik det, at den samlede investering for de nye dieseltogsæt forudsattes at udgøre maksimalt 4,98 mia. kr. inkl. indbygning af ATC og ekskl. ændringer som følge af prisreguleringer og eventuel valutaudsving.
I aktstykket var opstillet følgende krav til de nye tog:
- 200 siddepladser (formentlig 4-vognstogsæt) med et komfortniveau svarende til IC3.
- 15-20 af togsættene bygges til kørsel med op til 200 km/t, så de er forberedt for en opgradering af dele af hovedstrækningen København-Aarhus.
- Lavgulvssektion og plads til kørestolsbrugere med ledsager i passagermiljøet, dvs. udenfor det fleksareal, der forudsættes anvendt til cykler mv. Endvidere skal handicaptoilet og salgsautomater for catering være tilgængelige for personer med nedsat funktionsevne.
- Togsættene skal kunne samles og deles undervejs, så materielindsatsen løbende kan tilpasses efter passagerefterspørgslen, og for at kunne etablere direkte tog til mange destinationer.

Herudover havde DSB oplyst, at:
- Kontrakten med leverandøren opbygges, så leverandøren får ansvaret for at opfylde togenes funktionskrav, tekniske krav, normer og LCC ("Life Cycle Cost"), dvs. en samlet opgørelse af anskaffelses- og driftsomkostningerne.
- Leverandøren får ansvaret for såvel foreløbig som endelig overtagelse af togene, og således ansvaret for, at togsættene er testet, afprøvet og godkendt i Danmark. Sanktioneret med bøder og hæveret.
- Der foreligger sikkerhed for, at togsættene kan overtages og sættes i drift inden for den tidsramme, der aftales med leverandøren, og uden meromkostninger for DSB i forhold til beløbene oplyst i aktstykket.

Ifølge aktstykket fravalgtes kurvestyrede tog, fordi de positive effekter ved de rejsetidsreduktioner, der kunne opnås ved kurvestyring, ville modsvares af højere omkostninger til at anskaffe og vedligeholde togene. Dobbeltdækkertog fravalgtes som følge af forholdet mellem pris og kvalitet.

### DSB's, AnsaldoBredas og Pininfarinas projektorganisation (2001)
"Da DSB i sin tid sendte IC4-projektet i udbud, hed det sig, at løsningen skulle være en hyldevare. Men så langt fra at være et færdigt standardprodukt repræsenterer italienernes tog til Danmark en helt ny måde at integrere det industrielle design i udviklingsprocessen".
Ifølge en artikel i Ingeniøren den 7. december 2001 (ét år efter kontraktindgåelsen) var DSB's teknikere og designere med i hele udviklings- og designprocessen og opfattede sig som værende i et partnerskab med AnsaldoBreda og designeren, Pininfarina. Før IC4-projektet havde Pininfarina fungeret som ekstern konsulent på de tog, det havde designet, og først og fremmest sat sit præg på togets udseende. Men på IC4 ændredes projektorganisationen fundamentalt, så Pininfarinas industrielle designteam var en del af hvert eneste projektområde. "Lige fra de første skitser, over matematiske modeller, tredimensionelle modeller med de rigtige komponenter, mock-up af udvalgte detaljer, f.eks. varmeapparatet ved vinduet, til den store mock-up står og ligner det færdige tog, både ud- og indvendigt." Til Ingeniøren oplyste AnsaldoBredas tekniske direktør, Carlo Pellegrini, i december 2001, at "det har været en lykkelig fremgangsmåde, vi har valgt for dette projekt, og som vi vil bruge fremover." Eftersom også DSB's teknikere og designere havde været dybt involveret i hele processen, forventede AnsaldoBreda, at det ville resultere i et tog, der var tættere på dansk teknologi. Dette havde ikke tidligere været muligt, fordi andre af AnsaldoBredas kunder i fx USA, Norge og Spanien ikke havde deres egne designteams, og "derfor havde de fået et færdigt produkt."

## Historie
I det følgende sammenfattes IC4-sagens begivenheder og milepæle kronologisk. Et vendepunkt i IC4-sagen var DSB's ultimatum i 2008 og det deraf følgende forlig med AnsaldoBreda i 2009. Der skelnes derfor mellem perioderne henholdsvis indtil og efter 2008.

### 1998–2008
Efter at DSB i januar 1998 fremlagde visionen om Gode Tog til Alle, afleverede fem leverandører i februar 2000 tilbud på kontrakten i henhold til et EU-udbud. DSB’s bestilling på fem milliarder kroner på de 83 IC4-togsæt hos AnsaldoBreda blev afgivet i december 2000.
I december 2002 aftalte DSB og AnsaldoBreda en ændret leveringsplan, hvorefter det første togsæt skulle leveres med 3 ½ måneders forsinkelse i forhold til kontrakten. Det første IC4-tog skulle ifølge den oprindelige leveringsplan have været i drift i april 2003.
På DSB's årsregnskabspressemøde i marts 2004 blev leveringsplanen justeret yderligere, så det første IC4-tog forventedes leveret ved køreplansskiftet 2004/2005. I juni 2004 udtalte DSB's administrerende direktør Keld Sengeløv, at der var problemer med togets elektriske systemer og samspillet mellem togcomputeren og de mekaniske systemer, og at DSB følte sig svigtet af leverandøren. I september 2004 anbefalede Det Norske Veritas, at IC4-projektet stoppet, men DSB afviste kritikken.
I november 2005 aftaltes på ny en revideret leveringsplan, hvorefter AnsaldoBreda forventede, at det første IC4-tog skulle leveres i maj 2006. Indsættelsen af sidste tog i drift blev udskudt med 22 måneder til november 2008. I november 2005 fik DSB udbetalt en bod på 250 millioner kroner for de forsinkede leverancer af både IC4- og IC2-togene. Leveringsplanen blev atter revideret, og det første IC4-tog forventedes nu først leveret i april/maj 2006. I Rigsrevisionens beretning fra december 2006 om anskaffelsen af IC4-togene fandt Rigsrevisionen ikke anledning til at kritisere DSB.
I juni/oktober 2007 kørte de første fire IC4-tog endelig med passagerer på strækningen mellem Aarhus og Aalborg, men i februar 2008 måtte driften indstilles som følge af lugtgener inden døre fra togenes udstødning. DSB's ultimatum over for AnsaldoBreda blev stillet i maj 2008. I august 2008 kørte det første IC4-tog som lyntog i landsdelstrafikken, og fra december 2008 indsattes IC4 i et fast dagligt løb Aarhus – Aalborg – København – Aarhus fra mandag til torsdag.

### 2009–2017
I januar og maj 2009 udstedte Trafikstyrelsen en betinget typegodkendelse til hhv. enkeltkørende og sammenkoblede togsæt. På den baggrund indgik DSB og AnsaldoBreda et økonomisk og juridisk forlig, der indebar, at AnsaldoBreda producerede togene i en given konfiguration mod, at DSB modtog en kompensation og selv færdigbyggede togene i Danmark. I august 2009 var der 17 daglige afgange svarende til 97 ugentlige afgange med enkeltkørende IC4-togsæt mandag-torsdag. På fredage afgik ni afgange i hver retning mellem Aarhus og Kolding.
I januar 2010 introduceredes enkeltkørende IC4-togsæt i et nyt koncept kaldet IC Lyn Nonstop mellem København og Aarhus med to daglige afgange i hver retning mandag-torsdag uden stop undervejs. I april foregik de første prøvekørsler i Danmark med to sammenkoblede togsæt udenfor IC4-værkstedet i Aarhus mellem Vojens og Tinglev, og den egentlige serieleverance påbegyndtes.
I juni forlod det første IC2-togsæt, MP 5704, produktionshallen i Italien. I august kom det frem, at de 15 IC4-togsæt, der var leveret siden april, endnu ikke kørte med passagerer, fordi togsættene skulle opgraderes af DSB i Aarhus og på ny godkendes af Trafikstyrelsen. I september kørte IC4 for første gang med to sammenkoblede togsæt i den almindelige drift på fredage mellem Aarhus og Kolding.
I oktober offentliggjordes det, at de 17 nyeste IC4-tog fra serieleverancen først forventedes indsat i landsdelstrafikken i januar 2011, fordi togene endnu ikke var sikkerhedsgodkendte i den endelige version, hvor to togsæt kunne kobles sammen. I december testkørtes IC4 for første gang med tre sammenkoblede togsæt.
2011 blev et begivenhedsrigt år i IC4-sagen på både godt og ondt. Som planlagt kørte IC4 i januar for første gang sammenkoblet i den almindelige køreplansdrift mellem landsdelene. I april viste det sig imidlertid, at blot mellem fire og ni IC4-togsæt indgik i den almindelige drift på en almindelig hverdag. I maj fremgik det af DSB's redegørelse til Transportministeriet og Folketingets Transportudvalg, at den utilstrækkelige driftsstabilitet blev et stadigt større problem i takt med en stigende anvendelse af IC4 i den daglige drift. På den baggrund besluttede Folketingets Trafikudvalg at lade et eksternt konsulentfirma se med friske øjne på IC4-togene og undersøge juridiske skridt over for leverandøren. I juni viste driftsdata fra DSB, at IC4 kun kørte sammenkoblet i den almindelige drift mellem nul og tre gange om dagen, og at blot 14 af de 43 leverede togsæt anvendtes som plantog.
Det første IC2-tog ankom til Padborg i juli med henblik på bl.a. ATC-test, men blev først formelt overdraget til DSB i november. I august besluttede DSB ikke at øge antallet af afgange med sammenkoblede IC4 i efteråret, men kun køre med to daglige løb. Driftsdata fra DSB viste, at der oftest kun kørte en enkelt sammenkoblet togstamme mellem landsdelene, og at de sammenkoblede tog fortsat havde driftsstabilitetsudfordringer. I oktober offentliggjorde Transportministeriet rådgivningsvirksomheden Atkins' rapport om IC4-projektet, der bl.a. konkluderede, at grundelementerne ved IC4 var sunde, og at de tekniske problemer kunne løses. I november måtte driften med IC4 imidlertid indstilles pga. to signalforbikørsler som følge af mulige bremseproblemer.
2012 var præget af Havarikommissionens og DTU's undersøgelser af bremseproblemerne og det deraf følgende fortsatte kørselsforbud i den almindelige drift. I slutningen af februar opnåedes dog tilladelse til landsdækkende driftssimuleringer uden passagerer. I juni kritiserede Rigsrevisionen både DSB og Transportministeriet for deres håndtering af IC4-sagen. Samtidig frikendte DTU's midtvejsrapport IC4-togenes bremser, hvorefter IC4 over sommeren atter kunne indsættes i drift med passagerer, dog primært mellem Aarhus og henholdsvis Esbjerg og Aalborg. IC2 sattes i drift i november mellem Kolding og Vejle. I december indgik DSB og AnsaldoBreda aftale om slutleverancerne, der indebar, at alle IC4- og IC2-togsæt skulle være leveret senest i oktober 2013. Skete det ikke, kunne restordren annulleres.
I 2013 planlagdes dagligt med omkring 17-20 togsæt i drift – heraf 4 afgange i landsdelstrafikken mandag-fredag – og i august havde IC4 repremiere som dobbeltkoblede tog efter næsten to års pause. I august konkluderede Havarikommissionen i sin endelige rapport om bremseproblemerne i efteråret 2011, at IC4 bremsede inden for de gældende normer. Det indebar, at Trafikstyrelsen kunne give togene en endelig typegodkendelse, men fortsat med krav om nedsat hastighed i løvfaldsperioden, indtil bremsesystemets samlede funktionalitet var dokumenteret inden for IC4's samlede anvendelsesområde, herunder ved de adhæsionsforhold, som måtte kunne forventes at optræde i daglig drift. I september overdroges det 82. og sidste IC4-togsæt til DSB. Det 23. og sidste IC2-tog overdroges til DSB i oktober. I november forventede DSB, at alle 82 IC4-togsæt ville være godkendt til passagerkørsel i løbet af 2015. I december forventedes det, at antallet af IC4-togsæt i drift ville kunne øges fra 24 til 37 i løbet af august 2014.
Da køreplanen for 2014 trådte i kraft, øgedes antallet af IC2-togsæt i drift fra 2 til 4. Samtidig skulle 24 IC4-togsæt indgå i den almindelige drift, hvilket måtte udskydes indtil udgangen af januar, fordi mængden af driftstogsæt var udfordret. I efteråret 2013 forventedes alle 23 IC2-togsæt godkendt til passagerkørsel i løbet af 1. kvartal 2014, men i juni 2014 var kun 12 togsæt godkendt til passagerkørsel. Ultimo november 2014 var alle 23 IC2-togsæt dog godkendt til at køre med passagerer. I marts og april 2014 opdagede DSB materialebrud i akselhjullejet på en række IC4- og IC2-tog. I maj forventede DSB, at tre sammenkoblede togsæt ville indgå i den landsdækkende trafik fra august 2015, og at fire sammenkoblede togsæt ville indgå i den landsdækkende trafik fra januar 2017. I juni testkørtes fire sammenkoblede IC4-togsæt for første gang, men senere i juni ophørte kørslen med dobbeltkoblede togsæt i den almindelige drift som følge af dårlig driftsstabilitet. Samtidig meddelte DSB, at man ville igangsætte en uafhængig undersøgelse (den senere Prose-rapport), der skulle belyse, om det stadig ville være økonomisk og risikomæssigt forsvarligt og realistisk at bringe IC4 og IC2 op på en tilstrækkelig høj driftsstabilitet. I december konkluderede det schweiziske ingeniørfirma Prose, at IC4 og IC2 var en dårlig investering, men at det er realistisk, at DSB kan have 74 af de 82 IC4-togsæt i drift i 2019.
I foråret 2015 var der ifølge DSB 831 ugentlige afgange med IC4 svarende til ca. 118 daglige afgange. I juni vurderede DSB, at op mod 40 togsæt ville kunne indgå i driften fra august under forudsætning af en ny typegodkendelse og fastkoblet kørsel. Ligeledes vurderedes det, at op til 77 togsæt ville kunne være i drift i 2019. I august 2015 opnåede DSB typegodkendelse til drift med 2 og 3 sammenkoblede togsæt.
Driftsdata fra januar-marts 2016 viste imidlertid, at IC4 kørte færre kilometer mellem nedbrud end i 2015, og at togene fortsat stort ikke kørte mellem København og Aarhus. Det fik en række af Folketingets transportordførere og transportminister Hans Christian Schmidt til at konkludere, at IC4 burde udfases kontrolleret.
I marts 2017 indstillede DSB midlertidigt al passagerdrift med IC4 efter en episode nær Hedehusene, hvor en hydraulikpumpe var gået løs på et togsæt. Cirka to uger forinden havde der været en episode på et andet IC4-togsæt, der umiddelbart kunne minde om hændelsen den 7. marts.

## Udfordringer

### Leveringsvanskeligheder (2003–2013)
"Der vil altid opstå en eller anden form for problemer, når nye togsæt skal indsættes. Men erfaringsmæssigt er der væsentlig færre problemer med dieseltog end med elektriske".

 — IC4-projektleder Valdemar Troelsø, september 2003
Ifølge aktstykke 113 af 28. november 2000 skulle de første IC4-tog leveres i april 2003. Det første IC4-togsæt kom til Danmark i august 2003 og præsenteredes for pressen i september 2003. Det første IC2-togsæt skulle oprindeligt have været i drift i slutningen af 2004.
Eftersom sporene efter indsættelsen af IC3, de elektriske IR4 og de dansk-svenske Øresundstog skæmmede, ønskede DSB at undgå en ny skandale. DSB satsede derfor hårdt på at få børnesygdommene kureret, inden de første IC4-tog skulle begynde at køre korte ture i Østjylland i sensommeren 2004. Fra december 2004 skulle et mindre antal togsæt begynde at køre i landsdelstrafikken. Ved årsskiftet 2005/2006 skulle IC4 begynde at køre som lyntog mellem Københavns Lufthavn og Frederikshavn, Herning, Struer og Esbjerg. Alle IC4-togsæt skulle have været leveret i januar 2006 og være sat i drift fra starten af 2006. IC4-projektet blev imidlertid forfulgt af leveringsvanskeligheder, og tidsplanen for, hvornår togene skulle leveres, måtte justeres adskillige gange.
 "Den første gang, jeg tvivlede på projektet, var i 2003, da de første togsæt ankom med skib til Aarhus Havn, og vi fandt ud af, at togsættet var 23 ton tungere end specificeret i kontrakten. Dengang tænkte jeg, at der var noget helt, helt galt".

 — Finn Jensen, chefkonsulent, ingeniør og systemintegrator på IC4-projektet, december 2011
De første tegn på leveringsvanskeligheder kom til offentlighedens kendskab, da DSB på et pressemøde i marts 2004 i forbindelse med årsregnskabet oplyste, at man havde aftalt en ændret leveringsplan med AnsaldoBreda. Ifølge denne skulle det første tog leveres ved køreplansskiftet 2004/2005 i stedet for som oprindeligt forudsat i april 2003. Forinden havde man i december 2002 aftalt at udskyde leveringen af det første tog med 3 ½ måned.
Den 23. maj 2006 skrev Børsen, at IC4 alligevel ikke ville komme i drift i juni – som DSB ellers havde meldt ud – fordi AnsaldoBreda skulle være kommet på kant med Deutsche Bahns laboratorium, der skulle stå for sporkraftmålingerne. DSB's adm. dir., Keld Sengeløv, afviste i en pressemeddelelse samme dag Børsens konklusioner og fastholdt, at DSB fortsat forventede at indsætte de første tog mellem Aarhus og Aalborg inden sommerferien.
I 2007 – et år efter at alle togsættene skulle være leveret – havde IC4 endelig debut i den almindelige drift, da fire togsæt var indsat i overvåget prøvedrift som regionaltog i Nord- og Østjylland. I maj 2008 var ordren endnu ikke effektueret, hvorefter DSB meddelte, at man ville hæve kontrakten, såfremt AnsaldoBreda ikke senest i maj 2009 havde leveret de første 14 togsæt og fået en typegodkendelse.
I juni 2008 bragte Magasinet Penge på DR1 en rapportage fra AnsaldoBredas fabriksområde i Pistoia, hvor man havde fået lov til at filme de opmagasinerede IC4-tog, der stod uden for fabrikken. Professor Karl Brian Nielsen fra Institut for Produktion ved Aalborg Universitet vurderede ud fra billedematerialet, at nogle af togenes stålelementer var stærkt skadet af korrosion. På denne baggrund bad den daværende socialdemokratiske trafikordfører, Magnus Heunicke, transportminister Carina Christensen (K) om en redegørelse. I ministerens redegørelse fra juli 2008 konkluderede hun, at togenes vognkasser slet ikke kan ruste, fordi de er lavet af aluminium. Endvidere var der tale om rust på værkstedsbogier, der ikke var en del af togene. Dermed afviste hun, at der var grund til at kritisere opbevaringen af IC4-togene på fabrikken i Pistoia.
AnsaldoBreda døjede i hele forløbet med problemer med togets mange elektriske systemer og samspillet mellem togcomputeren og togets mekaniske systemer. Store udfordringer med levering af reservedele fra underleverandører til AnsaldoBreda nævntes også som et tilbagevendende problem. Ifølge Ingeniøren, der i en årrække dækkede IC4-sagen tæt, spillede flere faktorer formentlig ind på det langstrakte leveringsforløb: AnsaldoBreda havde produceret masser af driftssikre elektriske lokomotiver og elektriske togsæt men havde ingen erfaringer med at producere dieseldrevne togsæt med en topfart på 200 km/t. Fabrikken var formentlig ikke erfaren nok til at levere tog til langdistancekørsel i skandinavisk vintervejr.
Ifølge Ingeniøren har det muligvis også spillet ind, at DSB i designfasen stillede det ene specifikke krav efter det andet til togets teknik og design. Samtidig har DSB i flere eksperters øjne ikke været gode nok til at efterprøve de af AnsaldoBreda foreslåede tekniske løsninger, før det var for sent.
Andre forhold pegede i retning af, at de løbende godkendelser fra Trafikstyrelsen i sig selv var tidskrævende. Fx måtte togene i en periode ikke køre hurtigere end 160 km/t til trods for, at alle motorproblemer angiveligt var løst, men ikke tilstrækkeligt dokumenteret. Eksperter har hævdet, at DSB angiveligt ikke har den drivende kraft, der skal til for at få toget produceret og godkendt til tiden, fordi DSB mangler et professionelt apparat, der over for Trafikstyrelsen kan dokumentere, at togene opfylder sikkerhedskravene.
Først i juni 2010 forlod det første IC2-togsæt, MP 5704, produktionshallen i Italien. Togsættet kom til Padborg den 19. juli 2011 med henblik på bl.a. ATC-test men overdroges først formelt til DSB i november samme år.
I foråret 2011 var serieleverancen af IC4-togene så fejlbehæftet, at DSB nægtede at modtage flere tog. Man vurderede, at fejlene var så graverende, at togene måtte repareres, før DSB kunne begynde at gøre togsættene færdige. Desuden ville fejlene, hvis de ikke blev repareret, reducere togenes driftsstabilitet, når de blev indsat i passagertrafikken. Der var både tale om gennemgående fejl på alle togsættene og individuelle fejl i form af skæve vognkasser og træklodser i togets bærende konstruktion.
Som følge af de fejlbehæftede tog forlangte DSB, at AnsaldoBreda atter fik styr på kvaliteten og strammede markant op på leverancen. DSB fastholdt AnsaldoBreda på, at kvalitetskravene skulle være opfyldt før, at DSB accepterede at modtage flere togsæt. DSB truede med, at det kunne få alvorlige økonomiske konsekvenser for producenten, hvis togene ikke leveredes i den aftalte kvalitet til tiden. På denne baggrund bad DSB eksterne advokater vurdere, hvilke kontraktlige modtræk DSB havde i forhold til producenten.
DSB indførte efterfølgende en ny inspektion, Pre Production Inspection, inden DSB overtog togene og færdiggjorde dem. Samtidig forsøgte DSB's ledelse at påvirke AnsaldoBreda til at levere tog med færre fejl. I marts 2011 inviterede DSB AnsaldoBredas administrerende direktør til Aarhus for at vise ham den dårlige kvalitet af de leverede togsæt. Det endte med en aftale om, at DSB skulle informere italienerne om gentagne fejl. På denne baggrund genoptoges leverancerne i løbet af sommeren 2011.
Ingeniøren spurgte i december 2011 chefkonsulent og ingeniør Finn Jensen – der havde været en del af IC4-projektet lige siden udbudsmaterialet blev skrevet – hvorfor DSB ikke allerede i 2003 eller 2006 drog konsekvensen, annullerede kontrakten og sendte de første togsæt tilbage til Italien. Ifølge Jensen ville alternativerne til IC4 ikke have været særligt attraktive.
 "Det er altid let at være bagklog. Jeg ved om nogen, hvor lang tid det ville tage at annullere kontrakten med italienerne og gennemføre de efterfølgende retssager, mens man samtidig forbereder nyt EU-udbud og gennemfører processen frem til kontraktunderskrivelse og leverance. Den proces tager så mange år, at vurderingen hos en hvilken som helst togkøber næsten altid vil være, at det bedst kan betale sig at arbejde sammen med producenten om at løse problemerne. Fra udbudsrunden vidste jeg jo også, hvad det var for nogle togtyper, som kunne komme på tale som alternativ til IC4. Og de konkurrenter, der bød sig til, var bestemt ikke særligt attraktive".

 — Finn Jensen, chefkonsulent, ingeniør og systemintegrator på IC4-projektet, december 2011
Som følge af leveringsvanskelighederne var AnsaldoBreda i foråret 2012 15 togsæt bagud i forhold til det aftalte i den reviderede leveringsplan fra 2009. I maj 2012 kom det endvidere frem, at togenes klimaanlæg havde utætte samlinger på grund af ukorrekt loddemetode. I perioden januar til august 2012 leverede AnsaldoBreda 9 IC4-togsæt til DSB svarende til i gennemsnit lidt mere end et togsæt om måneden.
I november 2012 bragte Ingeniøren et interview med Ansaldo-chef, Arcangelo Fornelli, der havde været med i IC4-projektet lige fra starten. Ifølge Fornelli kunne han ikke udtale sig om projektet i detaljer, fordi AnsaldoBreda havde underskrevet en 'gentleman-aftale' med DSB om, at det kun er DSB, der må udtale sig til offentligheden om IC4-leverancen. Men han pointerede, at der var mange flere aspekter i sagen end det, som var kommet frem i offentligheden:
 "Der har været nogle forsinkelser i leverancen. Men hvad der har forårsaget disse forsinkelser, og hvem der har ansvaret for dem, er ikke så entydigt, som det er blevet beskrevet i den danske presse. Vi synes, at medierne i Danmark fremstiller et uretfærdigt negativt og misvisende billede af AnsaldoBreda".

 — Arcangelo Fornelli, chef i AnsaldoBreda, november 2012
I løbet af 2012 stod det klart, at heller ikke den justerede tidsplan – ifølge hvilken det sidste IC4-togsæt skulle være leveret i juni 2012 – kunne overholdes, og DSB måtte i december 2012 forhandle en ny aftale om slutleverancerne på plads med AnsaldoBreda. Som konsekvens af at leverancerne forsinkedes yderligere, valgte DSB i marts 2013 at afskedige den øverste chef for IC4-projektet, adm. direktør for DSB Vedligehold, Frank Olesen.
I juni 2013 valgte såvel de belgiske som de hollandske statsbaner at annullere en kontrakt med AnsaldoBreda om levering af 19 "Fyra"-højhastighedstog som følge af alvorlige tekniske problemer med togene.
I Danmark kunne der endeligt sættes punktum for det lange leveringsforløb, da det sidste IC4-tog og det sidste IC2-tog blev overdraget til DSB henholdsvis den 27. september og 24. oktober 2013.

#### Oversigt over ændringer af leveringsplanen (2000–2013)
Kontraktfastsatte leveringsplaner:
| - IC4-kontrakten (dec. 2000)       | De første tog forventes leveret den 15. april 2003. Sidste tog forventes indsat i drift den 1. januar 2006.                                                                           |
| - Settlement Agreement (dec. 2002) | De første IC4-tog forventes leveret den 31. juli 2003, dvs. med 3 ½ måneds forsinkelse i forhold til IC4-kontrakten. Fristen for sidste tog i drift forbliver uændret 1. januar 2006. |

Leveringsplaner udmeldt af AnsaldoBreda til DSB og senere videreformidlet til Folketinget af transport- og energiministeren:
| - November 2003 | Levering af første tog udskydes med 1 år og 2 måneder i forhold til IC4-kontrakten til juni 2004. Datoen for indsættelsen af sidste tog i drift forbliver uændret 1. januar 2006.                              |
| - August 2004   | Levering af første tog udskydes med 2 år og 1 måned i forhold til IC4-kontrakten til maj 2005. Datoen for indsættelsen af sidste tog i drift udskydes med 10 måneder til oktober 2006.                         |
| - Februar 2005  | Levering af første tog udskydes med 2 ½ år i forhold til IC4-kontrakten til oktober 2005. Indsættelsen af sidste tog i drift udskydes med 1 år og 1 måned til 22. februar 2007.                                |
| - November 2005 | Levering af første tog udskydes med 3 år og 1 måned i forhold til IC4-kontrakten til maj 2006. Indsættelsen af sidste tog i drift udskydes med 1 år og 10 måneder til november 2008.                           |
| - Maj 2006      | Levering af første tog udskydes med 3 år og 2 måneder i forhold til IC4-kontrakten til juni 2006. Datoen for indsættelsen af sidste tog i drift forbliver uændret november 2008.                               |
| - Sommeren 2006 | Transport- og energiministeren orienterer ved flere lejligheder Folketinget om, at leveringen af IC4-tog vil blive udskudt yderligere, uden dog at fastsætte en dato for forventet levering og idriftsættelse. |

Leveringsplaner som følge af AnsaldoBredas og DSB's forlig mv.:
| - Forliget af maj 2009  | Sidste tog forventes leveret i september (3. kvartal) 2012.                                |
| - Aftale af juni 2012   | Sidste tog forventes leveret i juni 2013.                                                  |
| - Forliget af dec. 2012 | Sidste IC4-tog skal leveres senest i september 2013. Sidste IC2-tog senest i oktober 2013. |

#### Togsættet i Libyen (2011–2013)
I januar 2011 kom det frem, at et dansk IC4-tog – der efterfølgende viste sig at være MG 5609 – på overraskende vis og uden DSB's viden befandt sig i Libyen. I magasinet International Railway Journal kunne man se et billede af toget, der fortsat var i DSB's bemaling suppleret med gule og grønne striber, og arabiske bogstaver. DSB's logo var dog fjernet. Ifølge magasinet befandt toget sig på en 5 km lang teststrækning i forbindelse med en jernbane, der skulle anlægges mellem Tunesien og Egypten. DSB vidste ikke, hvorfor toget holdt i Libyen og troede først, at fotoet var falsk. DSB måtte dog efterfølgende konkludere, at der måtte være tale om et udstillingstog, som højst sandsynligt skulle leveres til DSB på et senere tidspunkt. IC4-chef Torben Kronstram gjorde i den forbindelse opmærksom på, at så længe togene var under produktion, var de AnsaldoBredas ejendom.
Ingeniøren gravede videre i sagen og fattede mistanke om, at toget ikke blot var et udstillingstog, da man fik en oversættelse af de arabiske bogstaver på togets forside, der betød '40 års bedrifter'. I 2009 kunne Libyens diktator Muammar Gaddafi fejre netop 40 år som landets leder. Konklusionen blev derfor, at de '40 års bedrifter' kunne henvise til en hyldest til Gaddafi.
Toget lignede udefra et almindeligt dansk IC4-tog, men indeni var DSB's sæder bl.a. erstattet med store hvide sofaer, gulvtæpper, gardiner og standerlamper. Ingeniøren påpegede endvidere, at flere internationale medier også havde omtalt toget. Den tyske avis Die Zeit skrev i august 2010 om et tog, som Silvio Berlusconi havde givet i gave til Gaddafi – dog uden at nævne hvilket specifikt tog, der var tale om. I artiklen beskrives interiøret i toget som salonagtigt med sofaer og løbebånd, hvilket passede med de billeder, som Ingeniøren havde modtaget. Selvom den tyske avis ikke uddybede, hvilket tog det drejede sig om, kunne man ifølge Ingeniøren i artiklens top se et billede af førerrummet med en libysk togfører. Førerrummet skulle efter sigende ligne IC4's førerrum på en prik.
Ifølge Ingeniøren omtalte det italienske daglad Il Denaro også et IC4-tog, som leveredes kort før venskabsdagen mellem det libyske og italienske folk, da Berlusconi besøgte det afrikanske land. Samtidig skulle det være et håb om, at Italien kunne få en større involvering i Nordafrikas infrastrukturprojekter. IC4-toget var endvidere afbilledet på en plakat for en udstilling, 'Libyan Railway Exhibition and Conference', der i sommeren 2010 afholdtes i Libyen, hvor AnsaldoBreda også var til stede.
Efter oprøret i Egypten i februar 2011 var det usikkert, om toget ville komme ud af Libyen igen og i hvilken stand. Atkins' IC4-rapport fra november 2011 beskrev det med ordene: "Givet den nuværende situation i det land, kan dette togsæt vise sig umuligt at få tilbage." ("Given the present situation in that country, this trainset may prove unrecoverable.")
Den 21. marts 2013 fandt journalist Frederik Linde fra DR2-programmet Dårligt Nyt togsættet uden for Tripoli i Libyen. Det var dog fortsat usikkert, om toget ville komme til Danmark. DSB's meddelelse i august 2013 om, at 82 af de 83 togsæt forventedes leveret inden deadline i september 2013 – og at AnsaldoBreda havde kompenseret DSB for det manglende togsæt – indikerede, at togsættet aldrig leveres, og at DSB er indforstået hermed.

### Togcomputeren (TCMS) (2003–2015)
Lige fra starten har togcomputeren (Train Computer Management System, TCMS) voldt AnsaldoBredas udviklere store problemer, og DSB har heller ikke lagt skjul på, at togcomputeren er det vigtigste udestående på IC4-togene.
I en pressemeddelelse fra DSB den 9. november 2009 fremgik det imidlertid, at computerløsningen på det IC4-togsæt, som var godkendt til sammenkobling, siden forliget i maj 2009 havde vist sig langt bedre og mere robust end forudset, hvilket tillige bekræftedes af en ekstern og uvildig ekspert. Således gav togcomputeren nu anledning til færre fejl end tidligere oplevet. På den baggrund valgte DSB at fortsætte samarbejdet med AnsaldoBreda om at videreudvikle computersystemet, da det havde vist sig at være både hurtigst, billigst og samlet set bedre end at starte forfra med en ny leverandør.
Ifølge DSB fortsatte videreudviklingen af computersystemet sammen med AnsaldoBreda i en ny samarbejdsform, hvor DSB samtidig opbyggede sin egen IC4-togcomputerorganisation, der på sigt skulle udvikle og rette den endelige togcomputerløsning for fejl. På denne måde ville DSB blive i stand til at foretage samme form for service og fejlretning på togcomputeren, som DSB i forvejen gennemførte på togets mekaniske komponenter. Ifølge DSB var det endvidere en fordel at vælge AnsaldoBreda, idet DSB selv ville få mulighed for løbende at opdatere softwaren i stedet for at skulle ud at købe en ny version i forbindelse med tilpasninger.
Togenes driftsstabilitet var imidlertid fortsat ikke god nok i 2011, og sammenkoblet kørsel hørte fortsat til sjældenhederne. På denne baggrund bestilte Folketingets Trafikudvalg i maj 2011 en uvildig undersøgelse af, hvordan togenes driftskvalitet kunne forbedres (den senere Atkins-rapport). Rapporten konkluderede bl.a., at IC4-toget består af gode og ordentlige komponenter – hyldevarer fra anerkendte producenter. På denne baggrund spurgte Ingeniøren en af IC4-projektets systemintegratorer, Finn Jensen: Hvis IC4 består af komponenter, der lige så godt kunne sidde i et tysk eller fransk højkvalitetstog, hvorfor så de mange problemer? Hvad er det grundlæggende problem? Jensen påpegede bl.a., at en dansk ingeniør ville formulere et overordnet billede af det samlede systems funktionalitet og herefter arbejde sig hele vejen ned gennem systemet, hvor han til sidst ville ramme bunden. Herefter ville han arbejde sig hele vejen op til toppen igen og endelig sikre, at systemerne fortsat interagerer som ønsket.
 "En systemintegrator som mig ville som noget helt naturligt anlægge en topdown-synsvinkel på noget så komplekst som integrationen af de mange systemer i et IC4-tog. De italienske konstruktører er begyndt stik modsat. De er begyndt fra bunden uden et klart, samlet billede af det samlede system og dets funktionalitet. De har stolet på, at de nok skulle kunne få tingene til at spille sammen i sidste ende ved hjælp af software-justeringer. Men det skulle vise sig at være en skæbnesvanger forhåbning".

 — Finn Jensen, chefkonsulent, ingeniør og systemintegrator på IC4-projektet, december 2011
Samtidig vurderede lektor på Datalogisk Institut i København, Erik Frøkjær, i december 2011, at der ville blive ved med at dukke nye problemer op, hvis man ikke fik it-systemerne til at virke ordentligt. Samtidig vurderede han, at det kunne tage lang tid, før it-systemerne ville komme på plads, når DSB havde valgt at basere sig på AnsaldoBredas eksisterende softwaresystemer.
Efter at DSB i forbindelse med 2009-forliget fyrede AnsaldoBreda som softwareleverandør, måtte DSB se i øjnene, at der ikke fandtes en leverandør, som ville videreudvikle på eksisterende platform. Alle andre leverandører krævede at udskifte hardwaren i togcomputerne med en kæmperegning til følge. DSB måtte derfor genansætte AnsaldoBreda. DSB forbeholdt sig dog i aftalen fra december 2012 en mulighed for selv at tage partnerskab eller ansvar for at videreudvikle TCMS-systemet.
En decideret videreudvikling af computersoftwaren var de facto standset indtil december 2012 pga. uenighed mellem DSB og AnsaldoBreda om prissætning af yderligere optioner i TCMS-kontrakten, lige som kørselsforbuddet fra november 2011 til juli 2012 ifølge DSB betød, at computeren ikke kunne afprøves på kørende togsæt. Med aftalen i december 2012 var grundlaget imidlertid til stede for den videre udvikling. Således oprettedes i december 2012 et TCMS-testcenter i Fredericia under ledelse af AnsaldoBreda, hvor mere end ti drifttogsæt anvendes til TCMS-test, eftersom AnsaldoBreda udvikler flere softwarepakker sideløbende. Disse togsæt vil ikke være til rådighed for passagertrafikken. Ved udgangen af december 2012 var tre togsæt under AnsaldoBredas indledende test i Fredericia. I oktober 2013 gennemgik ti IC4- og et IC2-drifttogsæt indledende test.
Samarbejdet mellem DSB og AnsaldoBreda ophører officielt, når DSB i løbet af 2014 selv overtager ansvaret for at udvikle software til IC4. Det betyder blandt andet, at DSB inden udgangen af 2014 skal være klar med en plan for at sende togets computersystem i udbud. DSB erkender, at det er begrænset, hvor mange leverandører, der har kompetence til at skrive ny software til IC4-computeren. Det er derfor sandsynligt, at AnsaldoBredas hidtidige underleverandør vinder kontrakten. Ifølge DSB har underleverandøren arbejdet velvilligt med den fælles udfordring, det er at oplære de programmører, DSB har tilknyttet. DSB skal dog ikke selv være programmeringsspecialister men koncentrere sig om at få togene til at køre og vedligeholde dem.
Ved udgangen af september 2015 afsluttede DSB og AnsaldoBreda testene i Fredericia af den opdaterede software til togcomputeren med henblik på, at DSB i december 2015 kunne ansøge Trafik- og Byggestyrelsen om ibrugtagningstilladelse.

### Perronforlængelser mv. (2004–2006)
I februar 2004 oplyste DSB i en pressemeddelelse, at to af fjerntogsperronerne på bl.a. Østerport og Københavns Hovedbanegård skulle gøres længere, fordi IC4-togene er længere end IC3 og netop så lange, at fire sammenkoblede togsæt i maksimal oprangering i myldretiden er for lange til perronerne.
I en række kritiske artikler i Berlingske Business i februar 2004 skrevet af Lars Abild og Morten Beiter kom det frem, at udgifterne til at forlænge perronerne ikke fremgik af aktstykke 113 fra 28. november 2000, der var den bevillingsmæssige ramme for IC4. I artiklen bekræftede den daværende rigsrevisor Henrik Otbo, at alle udgifter skal fremgå af et aktstykke – såvel konkrete som afledte. I aktstykket redegjordes for, at IC4 ville medføre følgeomkostninger på 275 mio. kr. til nye værksteds- og klargøringsfaciliteter. Men det fremgik ikke, at det var nødvendigt at forlænge en række perroner, ligesom det heller ikke fremgik, at der skulle bruges 10-15 mio. kr. til at ombygge stationerne i Vejle og Fredericia. Endvidere skulle perroner på Sorø Station gøres længere, og det var nødvendigt at flytte signaler på bl.a. Ringsted Station.
I et notat af 14. februar 2005 fra Rigsrevisionen konkluderedes det bl.a., at det havde været hensigtsmæssigt, hvis perronforlængelserne havde fremgået af aktstykke 113 om materielanskaffelserne. Med henblik på at sikre bevillingsmæssig hjemmel til at forlænge perronerne forelagde den daværende transportminister, Flemming Hansen, aktstykke nr. 9 af 4. oktober 2005 for finansudvalget. På et samråd i finansudvalget den 22. juni 2006 oplyste Flemming Hansen, at han forventede, at de samlede udgifter til Banedanmark til perronforlængelserne ville holde sig inden for de 35,2 mio. kr., som var oplyst i aktstykket fra 2005.
I et statusnotat fra Transportministeriet den 28. november 2006 fremgik det, at perronerne skulle udvides til 330 meter i Høje Taastrup, Ringsted, Sorø, Korsør, Nyborg, Middelfart og Fredericia. Herudover skulle en række signaler, standsningsmærker og køreledningsmaster flyttes.
Banedanmark har tilsammen brugt 81 mio. kr. på perronforlængelser på udvalgte stationer.

### Komfortfejl (2007–2014)
Inden togsættene ombyggedes, havde de problemer med hjulstøj, et højt støjniveau fra motorerne og udstødningen, et fejlbehæftet klimaanlæg og toilettanke, der ikke var sikret mod hård frost. Endvidere var informationssystemet ofte ustabilt og sågar uvirksomt. DSB forventede, at disse gener skulle reduceres efterhånden, som IC4 udrustedes med de forskellige opgraderingspakker.
I oktober 2013 viste en række målinger imidlertid, at støjniveauet inde i IC4's motorvogne var dobbelt så højt som i IC3. DSB erkendte, at støjniveauet i IC4-togene var uacceptabelt højt, og at DSB tog problemet meget alvorligt. Ifølge direktør for DSB Vedligehold, Steen Schougaard Christensen, arbejdede man på en løsning med fokus på udstødningen, som syntes at være kilde til den støj, der gav størst ubehag for passagererne. På værkstedet i Randers opererede DSB med en hurtig løsning, som bestod i at sætte lydisolerende plader op inde i togenes vognkasse, så man kunne dæmpe støjen fra den resonans, der opstod ved svingninger under kørsel og tydeligt kunne høres i vognene. En sådan prototype forventedes klar inden for et par måneder. Samtidig samarbejdede man bl.a. med Iveco, der havde produceret motorerne til IC4-togene, om langsigtede løsninger.
I maj 2014 oplyste DSB, at man havde løst støjproblemet fra udstødningen ved at indsætte en lille skillevæg i hovedudstødningen, der forebyggede resonans fra motorerne.

### Sammenkoblingsmekanismen (2007–2015)
"En af de hidtil største udfordringer har været koblingen i togets gummiklædte front. Den arbejder vi meget med, for der er pålidelighed altafgørende. Det foreløbige design er færdigt, men da det er kritisk, laver vi senere prototypestest".
IC4's oprindelige frontkobling var placeret bag et flytbart frontpanel forneden på toget. Den blev styret hydraulisk af seks cylindere, der skubbede skallen frem og til siden og skubbede en anden skærm op som beskyttelse mod bl.a. snefog.
Da IC4 debuterede i passagertrafikken i sommeren 2007, var det udelukkende som enkeltkørende togsæt. I forbindelse med forliget i 2009 havde AnsaldoBreda som aftalt leveret et enkelt togsæt, der var godkendt til sammenkoblet kørsel, men der var fortsat lang vej til sammenkoblet kørsel i den almindelige drift.
På trods af at testkørslerne med MG 5621 og 5622 i løbet af 2010 ifølge DSB var gode, og at IC4 pr. 17. januar 2011 indgik som sammenkoblet plantog i landsdelstrafikken, voldte driftsstabiliteten imidlertid fortsat problemer.
Som led i arbejdet med Atkins-rapporten, der offentliggjordes i oktober 2011, testede man sammenkoblingen af togsæt. Testen omfattede ti forsøg med fem af- og tilkoblinger, der blev gennemført under ideelle forsøgsbetingelser. Alligevel slog 40 % af forsøgene helt fejl, og der fremkom vidt forskellige fejlmeddelelser, hvis mening ikke kunne tydes.
Rapporten konkluderede på denne baggrund, at såfremt IC4 skulle indsættes i landsdelstrafikken, som oprindelig forudsat, ville det kræve, at IC4-toget kunne til- og frakoble i løbende drift. Ifølge Atkins var koblingsprocessen hidtil ikke lykkedes at gennemføre tilfredsstillende, fordi koblingsfunktionen med sensorteknologi og trådløs dataoverførsel var for kompliceret til at virke med tilstrækkelig driftsstabilitet. Det var således Atkins' vurdering, at DSB burde afsætte betydelige resurser til at udstyre IC4-toget med en forsimplet koblingsfunktion. Ifølge Atkins burde en sådan løsning kunne designes, godkendes og implementeres på omkring et år – omend tidsplanen ville være ambitiøs.
Efter analyse af koblingens funktion og støtteprocesserne besluttede DSB i foråret 2012 at løse udfordringerne med sammenkoblingen ved at fjerne frontlågerne og indsætte en ny bælg. Den valgte løsning lignede det af Atkins foreslåede alternativ. For at opnå den bedste pris for serieleverancen udvalgtes to leverandører, som hver skulle fremstille en prototype af bælgen og give pristilbud på serieleverancen. DSB forventede at have evalueret prototyperne i februar 2013, hvorefter kontrakten kunne underskrives inden udgangen af 1. kvartal 2013. Ved to togsætindbygninger pr. uge forventedes de nye koblinger indbygget i alle tog senest i 1. kvartal 2014.
Efter at DSB havde evalueret de tre indkomne tilbud og afsluttet slutforhandlingerne, indgik DSB kontrakt om den nye koblingsfunktion den 25. april 2013. Ved udgangen af april var tre togsæt ombyggede.
I maj 2014 forventede DSB, at tre sammenkoblede togsæt ville indgå i den landsdækkende trafik fra august 2015. Fire sammenkoblede togsæt forventedes at indgå i den landsdækkende trafik fra januar 2017, hvor til- og frakobling under drift også ville være muligt.
I juni 2014 fremgik det af en artikel i Ingeniøren, at det fortsat var problemer med både software, elektriske forbindelser og dårligt design, der medførte, at IC4-togene ikke kunne kobles til- og fra hinanden, imens de var i drift. Når et IC4-tog skulle koble et togsæt fra eller til, skulle det derfor i garage, hvor selve koblingsprocessen tog ni minutter. Direktør hos DSB Vedligehold, Steen Schougaard Christensen, håbede dog, at man ville være klar til at driftskoble et år før den tidsplan, der var meldt ud til Folketinget – dvs. i 2016.
De lange udsigter for at til- og frakoble under drift fik politikere fra både højre- og venstrefløjen til at kræve stop for opgraderinger af IC4-togene, da de ikke er en del af strategien for fremtidens danske jernbaner.
Den 23. juni 2014 indstillede DSB kørslen med sammenkoblede togsæt som følge af problemer med togenes computere og koblinger, der førte til dårlig kommunikation mellem sammenkoblede togsæt og dermed ustabil drift. Ifølge DSB havde man fundet løsningen på problemerne og valgte derfor ikke at fortsætte med den ustabile drift, indtil løsningen kunne implementeres. DSB regner med, at de sammenkoblede togsæt ville kunne køre langt mere problemfrit, når koblingerne er renoveret og softwaren er opdateret. Ifølge DSB var renoveringen af en del af IC4-togenes koblinger allerede sat i værk hos leverandøren, og fra uge 32 (dvs. primo august) vil DSB få leveret et renoveret koblingssæt om ugen. Efter en testperiode skal renoveringen af de resterende koblingssæt i udbud. I juni 2014 regnede DSB med at genoptage kørslen med sammenkoblede IC4-togsæt senest i december 2014.
I oktober 2014 oplyste DSB, at det glideleje – som den nye kobling bestående af nylon på de ombyggede tog kørte på – havde haft en tendens til at udvide sig i fugtigt vejr, hvilket havde gjort det vanskeligt at trykke koblingen ud. DSB havde løst problemet uden at udskifte glidelejet ved at ændre på tolerancen, hvis nylonen skulle udvide sig. Løsningen manglede dog at blive implementeret på en del af togsættene. Den nyeste opdatering af softwarepakken - der skal sikre, at togene kan driftskoble - forventedes godkendt efter endt assessorbehandling hos Lloyd's i Sverige medio oktober. Herefter forventedes pakken endeligt godkendt af Trafikstyrelsen efter yderligere tre uger, dvs. i starten af november.
I november 2014 oplyste DSB, at der endnu ikke var fastlagt en dato for kørsel med fire sammenkoblede togsæt, og at man i stedet fokuserede på at indhente erfaringer med to og tre sammenkoblede togsæt. Da det ikke havde været muligt for DSB at ændre i softwaren for koblingen, havde man set sig nødsaget til at snyde softwaren med ekstra hardware for at få koblingen til at virke.
Den 14. december 2014, da køreplanen for 2015 (K15) trådte i kraft, forventede DSB at indsætte dobbeltkoblede IC4-togsæt i både landsdelstrafikken og som regionaltog på Nordvestbanen (Østerport-Holbæk-Kalundborg), hvilket dog måtte udskydes.
Ved udgangen af april 2015 var 29 togsæt ombygget med den nye, optimerede sammenkoblingsfunktion. Alle driftstogsæt (77 stk.) forventedes ombygget med ny kobling ultimo 2015. I april forventede DSB ultimo maj 2015 at fremsende ansøgning om typegodkendelse til Trafikstyrelsen, der muliggør kørsel med op til tre sammenkoblede togsæt (multipel 3). Ansøgningen fremsendtes til Trafikstyrelsen den 16. juni 2015. Den 30. juni havde styrelsen stillet supplerende spørgsmål til DSB, som DSB skulle besvare.
Den 11. august 2015 typegodkendte Trafik- og Byggestyrelsen 13 togsæt, så DSB kunne køre med op til tre sammenkoblede togsæt i drift. Dobbeltkoblede togsæt ville blive sat i drift på Nordvestbanen medio august. Ifølge direktør i DSB Operation, Anders Egehus, ønskede man erfaring med de dobbeltkoblede togsæt og et rimeligt niveau af driftsstabilitet, inden man ville indsætte 3 sammenkoblede togsæt i drift formentligt i InterCity-trafikken.

### Revnede aksellejekasser (2010–2015)
Den 3. april 2014 kom det frem, at DSB den 12. marts 2014 havde opdaget et materialebrud i lejeskålen ved forreste akselhjulleje på et IC4-tog og den 2. april 2014 en tilsvarende revne i et hjullejekonsol på et IC2-tog. To gange i 2010 var der konstateret tilsvarende fejl på IC4-tog. Efter materialebruddet i marts orienterede DSB Havarikommissionen og Trafikstyrelsen. DSB gik desuden selv i gang med at undersøge problemet. Ingen af hændelserne havde dog ført til hverken personskader eller afsporing. Trafikstyrelsen forlangte, at DSB kom med en midlertidig risikovurdering senest mandag den 7. april og en endelig vurdering den 15. maj 2014. DSB og Trafikstyrelsen vurderede dog, at det ikke var nødvendigt at tage togene ud af drift.
 "Hvis det er sådan, at vi eller Trafikstyrelsen vurderer, at der er behov for at tage tog ud af drift, så tøver vi ikke med at gøre det, men her og nu er det ikke tilfældet (...) Der foretages lige nu undersøgelser af de revner, der er konstateret på enkelte IC4- og IC2-tog. Vi tager situationen alvorligt og er i tæt dialog med Trafikstyrelsen".

 — Lars Nordahl Lemvigh, sikkerhedschef i DSB, april 2014
Venstres trafikordfører, Kristian Pihl Lorentzen, opfordrede til, at de IC4-tog, der var drift, blev undersøgt nærmere, såfremt der var den mindste tvivl om passagerernes sikkerhed.
Den 7. april 2014 tog DSB et fjerde IC4-tog ud af drift, da man under en rutineinspektion opdagede en ny fejl på en aksellejekasse.
Den 8. april opdagede man en revne i aksellejekassen på endnu et IC4-tog, og dermed var antallet af fejl på aksellejekasserne oppe på fem IC4-tog og et IC2-tog gennem de seneste fire år. Den 8. april gav Trafikstyrelsen tilladelse til, at togene fortsat kan køre i normal drift, så længe DSB fortsatte med at inspicere togene hvert syvende driftsdøgn. Senest den 15. maj 2014 skulle DSB følge op med en opdateret risikovurdering. Desuden indledte DSB et samarbejde med tyske eksperter, som skulle være med til at lave en dyberegående undersøgelse.
DSB havde primo maj 2014 59 IC4-tog godkendt til passagerkørsel, mens det aktuelle daglige behov til køreplanen var 19.
Transportminister Magnus Heunicke udtalte i maj 2014, at han var både forundret og skuffet over, at DSB's daværende ledelse ikke gjorde konsulentfirmaet Atkins opmærksom på revnerne i aksellejekasserne, da konsulenterne undersøgte togene i 2011.
Den 15. maj 2014 afleverede DSB til Trafikstyrelsen den endelige risikovurdering, hvor en uafhængig assessor havde gennemgået de forholdsregler, som DSB havde taget, da revnerne i slutningen af marts blev erkendt som et større problem. Assessor vurderede, at det var sikkert at fortsætte driften med IC2 og IC4, såfremt DSB opretholdt 7-dages inspektionerne af togene. Trafikstyrelsen tog herefter rapporten til efterretning:
 "Den uvildige risikovurdering, som vi har modtaget, er meget klar. Den udtaler, at der er et meget højt sikkerhedsniveau for driften af IC4, og at de forholdsregler, som DSB har taget, er tilfredsstillende for en sikker drift. Det har vi naturligvis også en forventning om, at der skal være, så vi tager rapporten til efterretning. Vi forventer, at DSB i den kommende tid arbejder på at finde årsagerne til revnedannelserne, så IC4-togene kan komme til at køre i et mere normalt driftsregime. Det arbejde vil vi følge tæt".

 — Vicedirektør i Trafikstyrelsen, Jesper Rasmussen, maj 2014
Ultimo januar 2015 måtte DSB igen tage et IC4-togsæt ud af drift som følge af revner i aksellejerne. Det var dermed 6. gang, der opstod problemer med revnede aksellejer på IC4. Årsagen var et materialeudfald, der indebar et ujævnt slid på hjulene, som derfor var blevet kantede, hvilket havde affødt øgede vibrationer og større belastning af akslerne. Ifølge direktør for DSB Vedligehold, Steen Schougaard Christensen, var DSB tæt på at have en løsning klar, som kunne implementeres med den næste typegodkendelse for IC4. Han forventede, at DSB kunne indsende en ansøgning om en ny typegodkendelse til Trafikstyrelsen i starten af marts 2015. Løsningen bestod af to tiltag. For det første udskiftedes støddæmperne på IC4-flåden til en anden type, som også benyttes på blandt andet IC3-togene, og som ifølge Steen Schougaard Christensen var "en bedre støddæmper." For det andet vil ny software indebære, at IC4 fremover bremser på alle ti aksler ved almindelige opbremsninger, hvilket toget hidtil kun havde gjort ved nødopbremsninger. Hidtil havde IC4 bremset på fem aksler ved almindelige opbremsninger. Det var DSB's formodning, at den uensartede nedbremsning havde været medvirkende til et uens slid på hjulene, som i sidste ende havde ført til de revnede aksellejer.
Ifølge et uddybende statusnotat fra DSB den 28. august 2015 til transportminister Hans Christian Schmidt og Folketingets Transportudvalg havde DSB og Prose afdækket årsagen til revnerne i aksellejekasserne:
 "DSB har nedsat en arbejdsgruppe, der med Prose i spidsen vurderer årsag, sammenhæng og konsekvens i revnede aksellejekasser, ødelagte støddæmpere og flader på hjul. DSB er af den opfattelse, at årsagen til brud og revner er overbelastning som følge af en kombination af en fejl i bremsesoftwaren, en for stiv støddæmper og længere tids kørsel med hjuldefekter. Fejlen i bremsesoftwaren er afdækket sammen med leverandøren og rettet i den nye typegodkendelse. Denne fejl har betydet en uhensigtsmæssig uens bremsning af togets aksler, som har medført slitage og skader på hjulene, som de i en for lang periode har kørt med. Effekten af de dårlige hjul er blevet forstærket af en uhensigtsmæssig stiv støddæmper, og DSB har siden januar 2015 derfor udskiftet 800 støddæmpere (svarende til på godt halvdelen af driftsflåden). Siden januar 2015 har DSB desuden kontrolleret hjulene ved inspektion for hver 7.500 km, ligesom detektorer, som DSB har installeret i samarbejde med Banedanmark i sporene, nu automatisk overvåger flåden. Aktuelt er tre anlæg i drift".

 — DSB's uddybende statusnotat, 28. august 2015
Til Ingeniøren oplyste DSB i oktober 2015, at DSB forventede, at aksellejekasserne ikke skulle udskiftes.

### Bremsesystemet (2011–2014)
Den 7. november 2011 om eftermiddagen passerede IC4-togsæt MG 5627 – der i høj fart var på vej fra København til Aarhus som lyntog 47 – et signal, der viste stop ved Marslev, 9 km øst for Odense med det resultat, at togsættet standsede blot 374 meter bag ved et forankørende godstog, der også skulle holde for stop. Togsættet anvendte omkring 2.800 meter til at bremse fra 180 km/t til stilstand – en nedbremsning, der under normale omstændigheder skulle kunne gennemføres på under 2.000 meter.
Som følge af hændelsen valgte DSB efterfølgende at begrænse hele IC4-seriens tophastighed fra 180 km/t til 140 km/t. Den 14. november 2011 indberettede en lokomotivfører fra et andet IC4-tog (MG 5643), at en lignende signalforbikørsel var indtruffet den 4. november 2011 ved Høje Taastrup. Eftersom det ikke kunne udelukkes, at der var tale om et generelt problem med IC4-togenes bremsesystem, blev der udstedt kørselsforbud for hele serien den 15. november 2011.
 "Nu er det DSB, der i dag har besluttet, at man vil tage dem (IC4, red.) ud af drift. Jeg har stor respekt for, at DSB siger, at sikkerhed går forud for alt andet, men spørger du, om vi godt kunne tænke os, at de kom ud at køre igen, er svaret klart ja".

 — Helle Thorning-Schmidt, daværende statsminister, 15. november 2011
Kørslen med passagerer genoptoges den 11. juli 2012 efter, at DTU's midtvejsrapport havde frikendt togenes bremser.
Den 6. august 2012 påkørte IC4-togsæt 31 togsæt 42 med 15-20 km/t under rangering ved klargøringscentret i Kastrup, og driften med IC4 indstilledes i et døgn. Havarikommissionen undersøgte hændelsen som led i de generelle undersøgelser af bremsesystemet.
Den 19. oktober 2013 påkørte et IC4-tog sporstopperen for enden af spor 2 på Esbjerg Station ved lav hastighed.
Den 9. december 2013 stødte to IC4-testtog sammen ved Esbjerg Station, da de skulle sammenkobles. Den 11. juni 2014 offentliggjorde Havarikommissionen sin undersøgelse af uheldet.
Den 19. december 2014 stødte et IC4 ind i et andet IC4 under rangering ved lav fart i Aalborg.

### Underleverandørs konkurs og manglende reservedele (2011–2014)
Som en del af forliget i 2009 – hvor AnsaldoBreda accepterede at give DSB et afslag i kontraktprisen på 2,25 mia. kr. som følge af de forsinkede leverancer – aftalte parterne, at en del af kompensationen skulle udbetales som en rabat på 50 % på de reservedele, som DSB ville få brug for at købe, når togene var kommet i drift. Ca. 500 mio. kr. af kompensationen var bundet til rabatordningen, og den fulde udnyttelse af rabatten forudsatte, at DSB inden udgangen af 2012 skulle have lagt ordrer på reservedele for 1 mia. kr. hos AnsaldoBreda eller selskaber ejet af Finmeccanica.
I maj 2011 oplyste DSB, at det var vanskeligt at skaffe de nødvendige reservedele til IC4-togene. Et år senere fremgik det af statusrapporterne fra maj, juni og juli 2012 til Folketingets Transportudvalg, at AnsaldoBreda havde store problemer med at få dele til at færdigbygge togsættene og koordineringsproblemer i fabrikkernes interne produktionslinjer specielt på værkstedet i Reggio. Problemerne skyldtes angiveligt, at en af AnsaldoBredas vitale underleverandører – der producerede el-kabinetter til togenes styrevogne – gik konkurs i starten af 2012.
Ved udgangen af november 2011 havde DSB realiseret et samlet rabatbeløb på ca. 110 mio. kr. I maj 2012 måtte DSB imidlertid erkende, at man risikerede, at rabatten på reservedele ikke ville kunne udnyttes fuldt ud, inden den udløb ultimo 2012. I december 2012 havde DSB udnyttet 200 mio. kr. af reservedelsaftalens ramme på 500 mio. kr., og DSB og AnsaldoBreda aftalte derfor at forlænge rabataftalen til ultimo september 2013.
I december 2012 var reservedelssituationen for ombygningen i Randers af de resterende 8 af de første 14 leverede håndbyggede togsæt, der leveredes til DSB i 2007-2009 (NT-togsættene), stadig kritisk, fordi materialerne blev modtaget fra AnsaldoBreda i varierende tempi og tilfældige rækkefølger, hvilket gjorde det vanskeligt at planlægge produktionen.
I april 2013 forsinkede reservedelssituationen fortsat løbende vedligeholdet og gav togsæt ude af drift. Ifølge DSB blev problemet mere udtalt, efterhånden som kilometerproduktionen steg, og DSB vurderede, at det ville udgøre en flaskehals i fejludbedringerne et stykke tid frem i 2013. DSB var i løbende dialog om problemstillingen men måtte erkende, at hele indkøbssetuppet med identificering og indgåelse af leveranceaftaler med tidligere AnsaldoBreda-underleverandører var en omfattende og langsommelig proces.
I juni 2013 fremgik det af DSB's statusrapport til Folketingets Transportudvalg, at mangel på reservedele fortsat forhindrede DSB i at indsætte flere tog i drift. Samtidig forsøgte DSB at indhente de fornødne reservedele uden om producenten Ansaldobreda ved på egen hånd at finde de tidligere Ansaldobreda-underleverandører i Italien og indgå nye aftaler med dem. I oktober 2013 meddelte DSB, at arbejdet med at indgå leveranceaftalerne med AnsaldoBredas tidligere underleverandører var en omfattende og langsommelig proces. DSB vurderede derfor, at der fortsat ville være en »flaskehalssituation i fejludbedringerne« i 2013. Der var således stadigvæk for få reservedele til at få de nødvendige IC4- og IC2-tog indskrevet i køreplanen.
I december 2013 kunne DSB dog endelig meddele, at det fra januar 2014 ikke længere ville være et problem at skaffe reservedele. Ifølge DSB havde de manglende reservedele betydet, at DSB havde været nødt til at tage reservedele fra et tog og sætte det over i et andet og så at sige »lappe IC4 med IC4«. Ifølge DSB var der flere årsager til, at det havde været svært at skaffe reservedele:
- For det første fordi IC4 har været så længe undervejs og derfor i princippet er et forældet tog, og flere af leverandørerne derfor ikke producerer de nødvendige reservedele længere.
- For det andet fordi flere af de oprindelige leverandører ikke eksisterer længere.
- For det tredje fordi flere af underleverandørerne af reservedele var trætte af at handle med AnsaldoBreda og derfor lod tingene trække i langdrag. Således gik forhandlingerne hurtigere, efter at DSB overtog ansvaret.[169]

Venstres trafikordfører, Kristian Pihl Lorentzen, var dog fortsat noget forbeholden over for DSB's udmelding om, at der var kommet styr på reservedelssituationen:
| „ | Det ville da glæde mig inderligt, hvis det var sandt, men vi har efterhånden hørt den samme sang i seks-syv år, så tillad mig at have en smule sund skepsis. Det er fuldstændig absurd, at der ikke kan skaffes reservedele til et tog, som knap er kommet ud at køre endnu. | “ |
|   | — Kristian Pihl Lorentzen (december 2013) |   |

I august 2014 kom det frem, at DSB kun nåede at indkøbe reservedele til en værdi af 240 mio. kr., hvilket udløste en rabat på 120 mio. kr. Dermed var 380 mio. kr. af rabatten på i alt 500 mio. kr. ikke blevet udnyttet. Da DSB ikke kunne nå at bruge hele rabatten, havde man undersøgt en model, der tillod andre statslige virksomheder at købe ind hos enten AnsaldoBreda eller andre selskaber under moderselskabet Finmecannica. Transportministeriet vurderede dog på baggrund af en anbefaling fra Kammeradvokaten, at det ikke kunne lade sig gøre.
| „ | Der er ingen tvivl om, at det havde været bedre at få pengene kontant. Jeg har ikke viden om, hvad der er foregået under forhandlingerne, men jeg er sikker på, at det har været det bedst opnåelige. Hvis man havde fået en kompensation på 1,75 milliarder kontant og en rabataftale på 100 millioner, som blev fuldt udnyttet, så havde der ikke været skriverier om dette her. Men i historisk perspektiv ville jeg ikke have indgået en aftale på de vilkår, der gjaldt i 2009. | “ |
|   | — Steen Schougaard Christensen, direktør i DSB Vedligehold (august 2014) |   |

I et svar til Folketingets Transportudvalg i oktober 2014 oplyste DSB, at "det var DSB’s opfattelse, at de foretagne indkøb (af reservedele, red.) var udtryk for fornuftig lagerførelse. En yderligere realisering af rabatten ville efter DSB's vurdering have indebåret en unødig risiko for, at DSB havde købt reservedele, som ikke ville finde anvendelse. Reservedele, som DSB fortsat skulle betale halvdelen af listeprisen for."

### Motor og power pack (2014–2015)
| „ | En anden detalje, som vil kræve en stor indsats, er den "powerpack", som Ivecos motor udgør sammen med kølesystem, gearkasse, generator og kompressor. | “ |

 Afprøvningen af den begynder i februar (2002, red.). AnsaldoBreda prøver at forebygge problemerne med grundige testprogrammer.
I juni 2014 kunne DSB konstatere, at udstødningsmanifolden havde slået revner på ti togsæt, der havde kørt mellem 100.000 og 200.000 km. Ifølge direktør for DSB Vedligehold, Steen Schougaard Christensen, var det en af den slags fejl, man først kunne opdage, når togsættene havde nogle kilometer i hjulene. Fejlen havde den konsekvens, at alle IC4-togsæt skulle efterses hver 15.000 km for revner i udstødningsmanifolden. Ifølge DSB var der tale om en konstruktionsfejl fra producentens side, og DSB ville derfor drøfte en løsning med Bombardier i Sverige, der havde det samme problem med en tilsvarende Iveco-motor. Bombardiers indikationer pegede på at udskifte de bolte, som udstødningsmanifolden var fastmonteret med.
| „ | Der er jo ingen tvivl om, at IC4-historien ikke er nogen lykkelig historie. Jeg kan ikke andet end regne med, at vi ikke har set det sidste fra IC4. Nu har vi rundet ti millioner kørte kilometer, men jeg kan ikke være garant for, at der efter 30 eller 40 millioner kilometer ikke opstår noget nyt, som vi endnu ikke har set. | “ |
|   | — Steen Schougaard Christensen (november 2014) |   |

Foruden revner i udstødningsmanifolden opregnede Prose-rapporten fra december 2014 25 større eller mindre fejl i IC4's motorsystem, kaldet "power pack", som var opstået gennem årene, herunder bl.a. lækkende brændstofrør, en knækket krumtapaksel og ringe køling af generatorerne. Ifølge Prose bar motorerne præg af "ufuldstændigt ingeniørarbejde," og fejlene var så mange og alvorlige, at Prose satte spørgsmålstegn ved, om motorsystemet grundlæggende var ordentligt designet. De 25 fejl var ofte enkeltstående tilfælde, der ikke dukkede op i alle motorer, og størstedelen var efterhånden blevet løst. Årsagen til en af de alvorligste fejl var dog endnu ikke kendt, og derfor vidste DSB ikke, om den gjorde sig gældende generelt for hele flåden. Der var tale om krumtapakslens glideleje, der var blevet nedbrudt i fem motorer, hvilket bl.a. havde medført en knækket krumtapaksel og hul i motoren. Der er fire motorenheder i hvert tog, og såfremt de potentielt systematiske motorproblemer medførte, at alle motorer skulle udskiftes, kunne det ifølge Prose koste 148 mio. kr. ekstra.
Ifølge et uddybende statusnotat fra DSB den 28. august 2015 til transportminister Hans Christian Schmidt og Folketingets Transportudvalg havde Prose i samarbejde med en arbejdsgruppe i DSB gennemført en analyse af togenes power-packs, der viste, at problemerne med motorerne kan løses ved at udskifte delkomponenter og ikke hele motoren.

### Løs hydraulikpumpe (2017)
Den 7. marts 2017 indstillede DSB midlertidigt al passagerdrift med IC4 efter en episode nær Hedehusene, hvor en hydraulikpumpe var gået løs på et togsæt. Cirka to uger forinden havde der været en episode på et andet IC4-togsæt, der umiddelbart kunne minde om hændelsen den 7. marts. Ifølge DSB havde man rutinemæssigt orienteret Havarikommissionen, mens DSB analyserede hændelserne. Ved hændelsen ultimo februar var der tale om togsæt 20, der havarerede ved Aarup. Hændelsen i Hedehusene skete ved høj hastighed, og det pågældende togsæt (nr. 81) blev efterfølgende kørt til DSB's klargøringscenter i Kastrup for nærmere undersøgelser.
Den 20. marts oplyste DSB, at man sammen med Force Tecnology havde forberedt en midlertidig afhjælpende foranstaltning i form af en wire, der spændes om togets ramme, så det forhindres, at pumpen ryger ned på sporene, hvis den river sig løs. Samtidig ville togene blive inspiceret oftere. DSB arbejdede videre på en permanent løsning. Fra mandag den 27. marts sattes nogle af togsættene atter i passagerdrift mellem Aarhus og Fredericia i myldretiden og fra den 29. marts mellem Aarhus, Fredericia og Esbjerg. Den 4. april 2017 var IC4 atter i fuld drift.

## Beretninger, rapporter og undersøgelser mv.

### Det Norske Veritas (2004)
Den 9. september 2004 bragte Børsen en artikel med overskriften: ”Eksperter: Stop milliardindkøb af tog”. I en pressemeddelelse samme dag fastslog DSB's administrerende direktør, Keld Sengeløv, at Det Norske Veritas havde bistået DSB med at udarbejde en risikovurdering af tidsplanen i leverancen af IC4-togene. Norske Veritas var imidlertid ikke blevet bedt om at vurdere sikkerheden ved togene eller deres ydeevne. Ifølge DSB eksisterede der ikke en rapport fra Norske Veritas dateret den 23. august 2004 som påpeget af Børsen. I stedet var der tale om en række dias, der blev brugt på et arbejdsmøde den 23. august 2004, hvor DSB og Norske Veritas diskuterede en række spørgsmål.
| „ | Har man at gøre med en investering på fem mia. kroner, skal man udvise rettidig omhu, når fremdriften i leveringen ikke lever op til det aftalte. Derfor bad DSB allerede i december 2003 Norske Veritas om en vurdering af risici ved tidsplanen. Det er blandt andet de vurderinger, der ligger til grund for, at DSB i juni 2004 bad AnsaldoBreda om den reviderede leveringsplan. DSB har en meget stærk kontrakt, og DSB føler sig sikker på, at AnsaldoBreda kan levere tog, der opfylder DSB's krav og specifikationer. Og som DSB gentagne gange har sagt, så vil vi ikke modtage IC4-togsæt før de opfylder de kontraktuelle krav. | “ |
|   | — DSB’s adm. direktør Keld Sengeløv (september 2004) |   |

### Rigsrevisionens første beretning (2006)
I 2005 og 2006 undersøgte Rigsrevisionen for første gang de forsinkede IC4-leverancer. I et statusnotat fra februar 2005 og i beretningen fra december 2006, konkluderedes det blandt andet, at DSB allerede i 2001 iværksatte tiltag over for AnsaldoBreda med henblik på at undgå forsinkelser i leveringen, og at DSB efterfølgende iværksatte tiltag rettet mod problemerne i AnsaldoBredas projektstyring.
Rigsrevisionen konkluderede endvidere, at den daværende transport- og energiminister, Flemming Hansen (K), havde ført et tilfredsstillende overordnet tilsyn med anskaffelsen af IC4, men at han i tre tilfælde kunne have orienteret Folketinget bedre.

### DSB's ultimatum (2008) og forliget med AnsaldoBreda (2009)
På trods af massiv kritik fra begge sider af folketingssalen afviste transportminister Carina Christensen i maj 2008 at fyre DSB's bestyrelse som følge af de forsinkede leverancer. Den 19. maj 2008 havde DSB’s øverste ledelse dog mistet tålmodigheden med AnsaldoBreda og valgte derfor at trække en streg i sandet i form af et ultimatum: Hvis ikke AnsaldoBreda senest i maj 2009 havde leveret 14 togsæt til landsdelstrafikken og et togsæt, der opfyldte alle kontraktens krav, ville kontrakten blive ophævet.
Den 23. februar 2009 meldte både DSB's adm. dir. Søren Eriksen og transportminister Lars Barfoed ud i Jyllands-Posten, at de tvivlede stærkt på, at AnsaldoBreda kunne nå at levere de 15 togsæt inden deadline den 1. maj. Ifølge medierne var der dermed lagt op til, at regeringen og DSB ville sige "nok er nok", og at IC4-togene dermed aldrig ville komme til Danmark.
Ikke desto mindre levede AnsaldoBreda op til ultimatummet og havde i maj 2009 – som forudsat ved DSB's ultimatum et år tidligere – leveret 14 typegodkendte togsæt – benævnt NT++-togsættene – og et enkelt togsæt, der opfyldte kravene til sammenkoblet kørsel. På baggrund heraf indgik DSB og AnsaldoBreda juridisk og økonomisk forlig om de fortsatte leverancer, der indebar levering af yderligere to togsæt i hhv. 4. kvartal 2009 og 1. kvartal 2010 godkendt til sammenkobling.
Både Enhedslistens trafikordfører, Per Clausen, og Dansk Folkepartis trafikordfører, Kim Christiansen, havde opfattet DSB's pressemeddelselse fra maj 2008 således, at de 14 togsæt skulle være godkendt og indsat i landsdelstrafikken inden udgangen af maj. Men den 22. april 2009 forklarede Søren Eriksen til Ritzau, at IC4-togene ville blive indsat i landsdelsdriften efter udgangen af maj og hen over sommeren og efteråret. Transportminister Lars Barfoed måtte derfor den 12. maj 2009 slå fast, at det ikke fremgik af ultimatummet, at togene skulle være i drift i maj 2009. Ifølge Barfoed var det i relation til ultimatummet klart, at AnsaldoBreda skulle levere togene til DSB. Men det var DSB, der som jernbaneoperatør var ansvarlig for, hvornår togene skulle indsættes i landsdelstrafikken.
I april 2010 skulle den egentlige serieproduktion starte med ca. tre togsæt om måneden. Togene skulle færdiggøres af DSB i Danmark, og det sidste togsæt skulle leveres i 3. kvartal 2012.
Som følge af forliget udbetalte AnsaldoBreda en kompensation til DSB på 2,25 mia. kr. ud af den samlede kontraktsum på 5,4 mia. kr. for de 83 IC4-togsæt og 23 IC2-togsæt. En del af kompensationen skulle udbetales som en rabat på 50 % på de reservedele, som DSB ville få brug for at købe, når togene var kommet i drift. Ca. 500 mio. kr. af kompensationen var bundet til rabatordningen, og den fulde udnyttelse af rabatten forudsatte, at DSB inden udgangen af 2012 skulle have lagt ordrer på reservedele for 1 mia. kr. hos AnsaldoBreda eller selskaber ejet af Finmeccanica.
I forbindelse med forliget lagde DSB blandt andet vægt på, at såfremt man skulle levere de samme forbedringer i trafikken, som er forudsat ved indkøbet af IC4 og IC2, ville det indebære køb af et antal nye IC3, som samlet set ville beløbe sig til ca. 10 mia. kr.
| „ | Hvis DSB ophævede IC4- og IC2 kontrakterne forsvinder muligheden for indsættelse af moderne togsæt i landsdelstrafikken umiddelbart. Manglen på nye tog til landsdelstrafikken vil få alvorlige og langtrækkende konsekvenser for DSB's kunder, for DSB og for den kollektive trafik generelt. | “ |
|   | — Pressemeddelelse fra DSB (20. maj 2009) |   |

Ifølge DSB skabte det 200-300 nye arbejdspladser i Aarhus og 20-25 nye arbejdspladser i Randers som en direkte konsekvens af, at togene skulle færdigbygges og opgraderes i Danmark som en del af forliget.

### Alternative materielstrategier (2011)
Da det i maj 2011 stod klart, at IC4-togene døjede med betydelige tekniske problemer – og at det grundlæggende var usikkert, i hvilket omfang togene ville kunne anvendes – udarbejdede Transportministeriet som konsekvens en 48-siders rapport betitlet Alternative materielstrategier. Rapporten, der offentliggjordes i oktober 2011, analyserede en række alternative materielstrategier ud fra tre scenarier:
1. IC4 vil kunne anvendes som forudsat i fjerntogtrafikken med den ønskede driftsstabilitet og komfortniveau
2. IC4 vil delvist kunne anvendes i fjerntrafikken i kombination med andet fjerntogsmateriel
3. IC4 vil ikke kunne anvendes i fjerntogstrafikken som forudsat, og fjerntogstrafikken må derfor baseres på en anden type fjerntogsmateriel.

Rapporten undersøgte blandt andet mulighederne for at anskaffe og anvende brugte IC3-tog hos Israel Railways, der på daværende tidspunkt overvejede at sætte 45 IC3-tog til salg. Ifølge rapporten adskilte de Israelske IC3-tog sig imidlertid så meget fra de danske, at såfremt de brugte IC3-tog fra Israel ville skulle anvendes i Danmark med en overskuelig økonomi og tidshorisont, vurderede DSB, at togsættene måtte begrænses til kørsel i lukkede løb, dvs. uden at kunne sammenkobles med de danske IC3-tog. Såfremt togsættene skulle kunne sammenkobles med DSB's togsæt, ville projektet have et helt andet og langt større omfang.
I september 2011, umiddelbart inden rapporten offentliggjordes, oplyste Bombardier – der oprindeligt byggede de danske IC3-tog – at disse tog ville kunne opgraderes, levetidsforlænges og sågar ombygges med en ny lavgulvsvogn, men at det ville koste mellem 15 og 30 mio. kr. pr. togsæt. Såfremt alle 96 danske IC3-tog skulle ombygges, ville det dermed koste mellem 1,4 og 2,9 mia. kr.

### Atkins-rapporten (2011)
Som følge af de fortsatte udfordringer med IC4 besluttede Folketingets Trafikudvalg på et udvalgsmøde den 12. maj 2011 på foranledning af transportminister Hans Christian Schmidt (V) at lade en uvildig tredjepart afdække, hvordan driftskvaliteten på IC4-togene kunne forbedres på tværs af AnsaldoBreda og DSB. Analysen skulle bidrage med svar på hvilke yderligere tiltag, der kunne iværksættes for at få det optimale ud af togsættene. Konsulentvirksomheden Atkins udpegedes efterfølgende til at udarbejde rapporten.
Den 27. oktober 2011 offentliggjorde Transportministeriet og transportminister Henrik Dam Kristensen (S) en del af Atkins-rapporten. Den offentliggjordes i sin fulde længde den 29. november 2011. Atkins konkluderede, at IC4-projektet burde videreføres, og toget – med tiden og ved at afsætte yderligere midler til forbedringer – kunne indsættes i landsdelstrafikken som oprindeligt planlagt.
Ifølge Atkins var der primært tre årsager til, at IC4-projektet ikke burde stoppes:
- Grundelementerne i IC4-toget vurderedes at være sunde, og de tekniske problemer med IC4 ville kunne løses.
- Der eksisterede ingen alternativer til IC4.
- IC4-toget var et billigt tog – selv når der toges hensyn til omkostningerne med at færdiggøre og forbedre toget.

Atkins' undersøgelser pegede imidlertid også på, at der var en lang række tekniske problemer med toget – bl.a. med døre, klimaanlæg, kobling, bremser mv. – som samlet betød, at passagererne hidtil havde oplevet et togprodukt, som ikke var tilfredsstillende. Rapporten viste, at de IC4-tog, der hidtil havde været i drift, i gennemsnit kun kørte 2000 km mellem tekniske hændelser. Til sammenligning kørte et IC3-tog omkring 25.000 km mellem tekniske hændelser.
Rapporten konkluderede endvidere, at DSB's opgave med at bringe IC4 op til et komfort- og stabilitetsniveau, som er acceptabelt for kunderne, imidlertid var en opgave, som ville tage tid og koste penge. Selv om Atkins vurderede, at de sidste IC4-togsæt ville være indsat i almindelig drift i løbet af 2013, ville alle driftsproblemer med togene dog langt fra være løst. Ifølge Atkins var det dog i et internationalt perspektiv ikke uset, at nybyggede tog i de første år havde en forholdsvis lav driftsstabilitet og først efter nogle år kørte godt.
Atkins pegede særligt på to forhold, der krævede en stærkt forøget indsats fra DSB's side, for at IC4-toget kunne anvendes i landsdelstrafikken som forudsat:
- En grundlæggende ændring af konstruktionen af togets kobling for at sikre en løbende og gnidningsløs til- og frakobling af togsæt i den daglige drift.
- Etablering af en dedikeret enhed i DSB's IC4-projekt som sikrer den langsigtede forbedring af driftsstabiliteten gennem en systematisk analyse af og opfølgning på de grundlæggende årsager ("root causes") til den manglende driftsstabilitet.

Ifølge Atkins burde den dedikerede enhed i DSB's IC4-projekt til systematisk fejlretning og opfølgning etableres omgående. Enhedens arbejde med at bringe driftsstabiliteten fra det nuværende niveau på omkring 2000 km mellem tekniske hændelser til en målsætning på i første omgang 15.000 km mellem tekniske hændelser ville imidlertid kræve et langsigtet og fokuseret arbejde fra DSB. Atkins vurderede, at denne målsætning ville kunne nås i løbet af fire år. En målsætning om 20.000 km mellem tekniske hændelser forventedes at tage yderligere 2-3 år.
For at gennemføre de tiltag, der skulle sikre en tilfredsstillende driftsstabilitet og den forudsatte anvendelse i fjerntrafikken, vurderede Atkins, DSB's IC4-budget at skulle forøges med mindst 50 % over de næste 3-5 år – svarende til totalt 400-800 mio. kr. ekstra. Det endelige beløb og finansieringen heraf skulle drøftes mellem Transportministeriet og DSB.
Atkins pegede imidlertid også på, at IC4 – også efter at de nødvendige tiltag for at sikre driftsstabiliteten er gennemført – ville være et forholdsvis billigt tog svarende til 80-90 pct. af prisen ved at skulle købe et sammenligneligt dieseltog.

#### Kritik
Atkins-rapporten kritiseredes efterfølgende fra flere sider. Ifølge lektor på Datalogisk Institut i København, Erik Frøkjær, var rapporten mange steder direkte selvmodsigende. Ifølge Frøkjær frikendte rapporten med den ene hånd it-systemerne for fejl ved at konkludere, at man var godt på vej med at få opdateret it-systemerne, og at disse så sunde og pålidelige ud. Men med den anden hånd påpegede rapporten yderst graverende softwareproblemer uden selvstændigt eller kompetent at vurdere den eksisterende software.
Flere forhenværende IC4-programmører, som Ingeniøren havde talt med, betegnede rapporten som meningsløs, selvmodsigende og dårligt underbygget mht. togenes kørecomputer. Ifølge programmørerne driblede Atkins behændigt uden om problemerne med togcomputeren: »Det er tydeligt, at de ikke har gennemført en specifik, selvstændig undersøgelse af disse problematikker, men blot videreformidler det, som de har fået at vide af DSB.«
Også den tyske professor, Markus Hecht, var kritisk over for rapporten og kaldte indholdet for »svært begribeligt, selvmodsigende og stedvist foruroligende«. Ifølge ham var IC4's fejlkvotient helt ude af proportioner, og han forventede, at det kuldsejlede togprojekt ville forvolde omfattende skade på det danske samfund og dets økonomi:
| „ | Hvis vi skulle sætte tal på det nationaløkonomiske tab, der sandsynligvis kommer til at udgå fra forsinkede eller aflyste IC4-tog, så ville vi hurtigt løbe op i svimlende summer. Og de modsvares næppe af AnsaldoBredas prisnedslag på 40 procent. | “ |
|   | — Markus Hecht, professor og direktør på Institut for Land- og Søtrafik ved Technische Universität i Berlin (november 2011) |   |

Rapporten kritiseredes også af Venstres Kristian Pihl Lorentzen, der mente, at rapporten rejste flere spørgsmål, end den besvarede, og at den var helt utilstrækkelig som beslutningsgrundlag. Enhedslistens Henning Hyllested ønskede mere dokumentation for rapportens anbefalinger og konklusioner.
| „ | Jeg kan slet ikke forstå, at man på den ene side kan erklære toget for grundlæggende sundt, hvorefter man så opremser et sandt rædselskabinet af tekniske problemer omkring sammenkobling, dørtrin, power packs, computerproblemer, aircondition og bremser. Den konklusion strider da mod al sund fornuft. | “ |
|   | — Kristian Pihl Lorentzen (november 2011) |   |

### Havarikommissionens og DTU's undersøgelser (2011–2014)
I starten af november 2011 var to IC4-togsæt uafhængigt af hinanden involveret i to "signalforbikørsler." MG 5627 passerede i høj fart et signal, der viste stop ved Marslev 9 km øst for Odense med det resultat, at togsættet standsede blot 374 meter bag ved et forankørende godstog, der også skulle holde for stop.
Havarikommissionens efterfølgende undersøgelse af Marslev-hændelsen viste, at lokomotivføreren i MG 5627 indledte en let bremsning af toget fra 180 km/t, da toget passerede et strækningssignal, der viste, at næste signal måtte påregnes at vise "stop". Togets bremsekraft øgedes gradvist, hvorefter der indledtes en fuldbremsning efterfulgt af en farebremsning. Idet hjulene blokerede, var det ikke muligt faktuelt at konstatere togets konkrete hastighed, men hastigheden beregnedes efterfølgende til 131 km/t, da toget passerede signalet i stilling "stop". Endvidere fremgik det af undersøgelsen, at det ene af tre bremsesystemer på togsættet, magnetskinnebremsen, var udkoblet på MG 5627. Indkoblet magnetskinnebremse er dog ingen forudsætning for almindelig drift.
I december 2011 gennemførtes en række dynamiske bremsetest af MG 5627 på teststrækningen mellem Vojens og Rødekro på henholdsvis tørre og sæbebelagte skinner. I januar 2012 gennemførtes supplerende bremsetest med et andet IC4 togsæt (MG 5660) end de fra hændelserne den 4. og 7. november 2011 involverede togsæt. I Havarikommissionens foreløbige redegørelser fra den 6. og 30. januar 2012 konkluderedes det, at særligt glatte skinner kombineret med udkoblede magnetskinnebremser og manglende data om aktuel hastighed og kørt distance til ATC-systemet var de væsentligste årsager til hændelsen den 7. november 2011. På denne baggrund anbefalede Havarikommissionen, at sikkerhedsmyndigheden Trafikstyrelsen skulle tage en række forhold i betragtning ved genindsættelse af IC4 i drift.
Efter tilladelse fra Trafikstyrelsen påbegyndte DSB den 28. februar 2012 driftssimulering med IC4 uden passagerer.
Ifølge DSB's statusrapport for maj 2012 ville Havarikommissionen gå »et spadestik dybere« i undersøgelserne af Marslev-hændelsen. Bl.a. afmonteredes centrale dele af bremsestyringen fra det berørte togsæt og sendtes til et uafhængigt test-laboratorium i Tyskland for videre undersøgelser. DTU-undersøgelsen, der bl.a. undersøgte togets sikkerhedssystemer, kørte ad 5 spor.
Den 20. juni 2012 konkluderede DTU i en midtvejsrapport, at bremserne på IC4-togene virkede, som de skulle og havde ingen generelle fejl. Rapporten viste, dels at glatte skinner var den primære årsag til hændelsen i Marslev i november 2011, og dels at togets bremsesystemer virkede, som designspecifikationerne foreskriver. Man foreslog en række optimeringer i bremsesystemernes design, som ville kunne nedsætte IC4-togenes bremselængde markant. De identificerede imidlertid en række uhensigtsmæssigheder i designspecifikationerne, hvorfor DSB valgte at optimere bremsesystemets tekniske indretning. Samlet ville de foreslåede ændringer, kunne have nedbragt standselængden ved Marslev med cirka 250 ud af de ca. 550 meters overskridelse. DSB vurderede derfor på den baggrund, at det var nødvendigt at tilpasse kørepolitikken med henblik på at reducere hastigheden i tilfælde, hvor der er mistanke om glatte skinner. I løbet af juli 2012 testedes demonterede dele fra togsæt 27 i Tyskland. DTU's endelige rapport om togenes bremseevne og skinneforhold forventedes færdig i september 2012, men det blev ikke afklaret, hvornår denne rapport skulle foreligge.
Havarikommissionen offentliggjorde sin endelige rapport den 30. august 2013 med den konklusion, at der var flere fysiske og softwarefejl i togenes bremsesystemer, samt at systemet til beskyttelse mod hjulblokering under glatte forhold ikke kunne hindre hjulblokering, og at togets hastighed, position og tilbagelagte afstand derfor ikke kunne fastslås under bremsningen. På denne baggrund blev det anbefalet at Det Europæiske Jernbaneagentur (ERA) og Trafikstyrelsen sikrede, at gældende hhv. internationale og nationale normer for godkendelse af bremsesystemer på jernbanemateriel revideredes, således at bremsesystemets samlede funktionalitet dokumenteres inden for materiellets samlede anvendelsesområde, herunder ved de adhæsionsforhold, som måtte kunne forventes at optræde i daglig drift.
Den 11. juni 2014 offentliggjorde Havarikommissionen sin endelige rapport om et sammenstød mellem to IC4-tog ved lav hastighed i forbindelse med sammenkobling ved Esbjerg Station den 9. december 2013. Havarikommissionen konkluderede, at bremsesystemet på det ene af togene ikke var i stand til at bringe toget til standsning fra 30 km/t inden for den afstand, lokomotivføreren kunne forvente. Det konkluderedes endvidere, at den forringede bremseevne, der blev konstateret, kan optræde uafhængigt af hastigheden. Havarikommissionen anbefalede derfor, at »Trafikstyrelsen sikrer, at IC4-togtypen har en forudsigelig bremsefunktionalitet under alle forhold, som må forventes i daglig drift, hvilket vil betyde, at fremføringspersonalet kan forvente, at toget kan bringes til standsning efter en på forhånd kendt procedure og funktionalitet.«
Da rapporten fra det uafhængige ingeniørfirma Prose offentliggjordes i december 2014, udtalte chefen for Prose, Stefan Bühler, at han ikke var nervøs for sikkerheden i IC4: »Togene er ikke bare sikre, de er for sikre. Der er for meget sikkerhedsudstyr installeret, der gør togene ustabile.«

### Rigsrevisionens anden beretning (2012)
I december 2011 iværksatte Rigsrevisionen på anmodning fra Statsrevisorerne en ny undersøgelse af IC4, der blandt handlede om, hvorvidt DSB i forbindelse med forliget med AnsaldoBreda i maj 2009 lagde grundige og realistiske planer for, hvordan IC4- og IC2-togene hurtigst muligt kunne indsættes i passagertrafikken. Undersøgelsen omhandlede endvidere, hvorvidt DSB havde opbygget en projektorganisation, der effektivt gennemførte og løbende tilrettede planerne, og hvorvidt DSB tog de nødvendige tiltag for at sikre, at AnsaldoBreda leverede togene som aftalt.
Undersøgelsens resultater offentliggjordes den 20. juni 2012 i Rigsrevisionens beretning til Statsrevisorerne om DSB's anskaffelse og færdiggørelse af IC4- og IC2-tog.
Ifølge beretningen vurderede DSB i maj 2009, at man på trods af forsinkelserne i leveringen af togene ikke kunne hæve kontrakterne med AnsaldoBreda. DSB vurderede desuden, at de havde behov for togene for at imødekomme en stigning i antallet af togpassagerer. For at undgå yderligere forsinkelser indgik man derfor et forlig med AnsaldoBreda, der indebar, at togene blev leverede i en ufærdig stand, og at DSB mod en økonomisk kompensation færdiggør togene.
Rigsrevisionen konkluderede endvidere, at DSB som togkøber – i forbindelse med og efter forliget – tog højde for flere risici ved forliget ved at iværksætte en række tiltag for at få AnsaldoBreda til at levere togene til tiden og i en ordentlig kvalitet. På trods heraf var leverancerne fortsat forsinkede.
Det var imidlertid også Rigsrevisionens vurdering, at DSB Vedligehold som underleverandør og DSB som togproducent ikke fuldt tog de nødvendige tiltag for hurtigst muligt kunne indsætte de færdige IC4- og IC2-tog i passagertrafikken inden for de økonomiske rammer. DSB indarbejdede bl.a. ikke risikoen for, at AnsaldoBreda, også efter forliget, ville levere tog af dårlig byggekvalitet. DSB undervurderede derved opgavernes omfang og kompleksitet, hvilket betød, at DSB formentlig ville komme til at afholde væsentligt flere udgifter til at gøre togene færdige og til erstatningsmateriel, end den økonomiske kompensation fra forliget med AnsaldoBreda dækkede.
Ifølge Rigsrevisionen kunne DSB ikke oplyse, hvornår de forventede at indsætte togene med de funktioner og den driftsstabilitet, som var forudsat. DSB kunne heller ikke oplyse, hvor meget de forventede, at det samlet ville koste at færdiggøre togene.
Det var endvidere Rigsrevisionens vurdering, at Transportministeriet ikke førte et tilfredsstillende overordnet tilsyn med anskaffelsen og færdiggørelsen af togene. Ministeriet burde på baggrund af sagens økonomiske omfang og forretningsmæssige karakter – hvor DSB skulle udfylde og koordinere rollerne som både køber og producent i forbindelse med forliget i maj 2009 – have sikret sig, at DSB havde et solidt grundlag for at fordele den økonomiske kompensation på en måde, så man først og fremmest fik dækket sine udgifter til at gøre togene færdige. Ministeriet burde efterfølgende løbende have fulgt med i, hvordan DSB anvendte kompensationen.
I et opfølgende notat fra Rigsrevisionen i oktober 2012, løftede rigsrevisor Lone Strøm pegefingeren over for DSB, fordi de fortsat ikke kunne oplyse hvornår og hvad, det kommer til at koste at bringe de 83 IC4- og de 23 IC2-tog op på et så højt teknisk niveau, at de kan indsættes i trafikken mellem landsdelene i stedet for IC3-togene:
| „ | Det er efter min opfattelse vigtigt, at DSB hurtigt danner sig et tilstrækkeligt overblik over det arbejde, der stadig udestår på IC4- og IC2-togene, og på den baggrund udarbejder en tidsplan for, hvornår projektet afsluttes, og en vurdering af de resterende udgifter. Dette skyldes for det første, at DSB uden et endeligt budget ikke kan vurdere, hvor meget mere end kompensationen fra AnsaldoBreda færdiggørelsen af togene og leje af erstatningsmateriel kommer til at koste. Det skyldes for det andet, at DSB uden en tidsplan for, hvornår togenes funktionalitet og driftsstabilitet lever op til kravene, ikke ved, hvornår togene kan levere de tilsigtede forbedringer af fjerntogs- og regionaltogstrafikken. | “ |
|   | — Rigsrevisor Lone Strøm (oktober 2012) |   |

DSB's Frank Olesen forklarede, at resultatet af de igangværende forhandlinger med AnsaldoBreda om leverancerne havde betydning for, hvornår man mere præcist kunne fastsætte en tidsplan for, hvornår togene kan indsættes i passagertrafikken med den funktionalitet og driftsstabilitet, der er forudsat i kontrakten. Endvidere var de manglende budgetter og tidsplaner begrundet i, at man, belært af erfaringerne, ikke længere arbejdede med en samlet, langsigtet plan for at indsætte IC4, men ud fra en trinvis indsættelse i drift, hvor der løbende indhentes erfaringer og foretages korrektioner.

### Prose-rapporten (2014)
Den 23. juni 2014 offentliggjorde DSB i en pressemeddelelse, at man ville få uafhængige eksperter til at belyse, om det stadig vil være økonomisk og risikomæssigt forsvarligt og realistisk at fortsætte hele eller dele af arbejdet med at give IC4 og IC2 en tilstrækkelig høj driftsstabilitet, så de kan indsættes i landsdelstrafikken som oprindeligt planlagt.
DSB begrundede undersøgelsen med de seneste udfordringer med mangelfuld kommunikation mellem koblede togsæt, aksellejekasser og manifoldrevner. Endvidere henviste DSB til, at et igangværende undersøgelsesarbejde – blandt andet med inddragelse af internationale eksperter fra DB Systemtechnik – forventeligt ville konkludere, at ikke alle komponenter var af ønskværdig kvalitet. Ifølge DSB ville dette stå i modsætning til Atkins-rapporten fra 2011, der konkluderede, at de basale komponenter og systemer i IC4-togsættene er fundamentalt sunde, og at IC4 og IC2 ikke havde væsentlige tekniske problemer.
| „ | Man bør i den situation vurdere, om fortsatte investeringer i IC4/2 er tiden og pengene værd. For selv om vores medarbejdere de seneste par år har haft god fremdrift med at rette op på kvaliteten af togene, så udestår der meget arbejde. Og der er næppe nogen tvivl om, at nye udfordringer vil komme til i takt med, at flere af togene kommer ud at køre. | “ |
|   | — Direktør for DSB Vedligehold A/S, Steen Schougaard Christensen (juni 2014) |   |

Endvidere begrundede DSB undersøgelsen med de ændrede forudsætninger i form af Togfonden DK, hvor størstedelen af den danske jernbane fremover baseres på el-tog. Det indebærer også, at IC4 og IC2 ikke kommer til at køre lige så længe, som perspektivet var tidligere, og at DSB får mindre gevinst af at løse de mange udfordringer med IC4 og IC2.
| „ | Man kan sige, at IC4/2 nu kommer til afsluttende eksamen, så vi kan få afklaret, hvad de kan, og hvad de ikke kan. Sideløbende hermed arbejder vi på en plan for, hvad der skal ske, såfremt IC4 ikke består sin eksamen. Der står jo ikke just tog parat til levering rundt omkring i Europa, så det eneste, der med sikkerhed kan siges om en plan B er, at det kan blive dyrt, og det bliver svært. | “ |
|   | — Steen Schougaard Christensen (juni 2014) |   |

#### Kommissorium
Ifølge kommissoriet for den uafhængige ekspertundersøgelse – som Ingeniøren senere fik aktindsigt i – skulle rapporten afdække fire forhold:
- Er det realistisk og økonomisk forsvarligt at arbejde videre på at opnå tilstrækkelig driftsstabilitet for IC4 og IC2?

- Hvad betyder den forestående elektrificering af jernbanen for levetiden for IC4 og IC2, som er dieseltog?

- Holder konklusionerne i konsulentfirmaet Atkins’ rapport fra 2011?

- Ligger skylden for togenes forsinkede idriftsættelse primært hos AnsaldoBreda eller hos DSB selv?

DSB fjernede punkt 4 om ansvar fra rapportens formål, men mente at rapporten belyste emnet.
I et interview med Børsen i juli 2014 erkendte DSB's administrerende direktør Jesper Lok, at IC4 ville komme til at fylde en del efter sommerferien, og at IC4 er og bliver et ulykkeligt kapitel.
| „ | IC4 har allerede brugt al den tålmodighed, togene skulle have. Samtidig må vi sige, at det varede otte år at få styr på IC3-togene. Gentager det sig med IC4, så når vi at få dem til at køre godt, lige inden de skal parkeres igen. | “ |
|   | — DSB's adm. dir. Jesper Lok (juli 2014) |   |

Ifølge DSB's halvårsregnskab offentliggjort den 20. august 2014 var alternativerne til IC4 og IC2 på den korte og mellemlange bane få og bekostelige, men ifølge DSB kunne det ikke afvises, at det kunne blive nødvendigt. Den uafhængige ekspertundersøgelse forventedes da færdig inden udgangen af 2014, hvilket efterfølgende justeredes til januar 2015.
Den 21. august offentliggjordes det, at ingeniørfirmaet Prose og de schweiziske statsbaner var blevet udpeget til at foretage ekspertundersøgelsen, og at undersøgelsen forventedes påbegyndt den sidste uge af august.
Under et samråd i Folketingets Transportudvalg den 25. september oplyste transportminister Magnus Heunicke, at han tvivlede på, at IC4 og IC2 vil kunne opfylde det formål, de er indkøbt til, i form af intercitydrift. Ifølge ministeren vil togene dog ikke kunne skrottes, da det vil indebære, at en afskrivning af togene – svarende til et regnskabsmæssigt tab på 4,6 mia. kr. – i yderste konsekvens vil kunne føre til, at DSB går konkurs.
| „ | Hvis IC4 bliver nedgraderet eller måske helt bortrangeret – de fleste håber på det sidste, mig selv inklusiv – så er de ikke fire en halv milliard kroner værd, men langt mindre. Hvis man så ikke kan finde midler til DSB for at dække det underskud, så vil DSB ikke være en solvent virksomhed. | “ |
|   | — Transportminister Magnus Heunicke (september 2014) |   |

Ministeren slog samtidig fast, at IC4 har så stor betydning for DSB's økonomi, at spørgsmålet om IC4-togenes fremtid skal være afklaret, inden forhandlingerne om DSB's kontrakt med staten går i gang. Den 29. september oplyste transportministeriet imidlertid, at »ministeriet og DSB arbejder på at få en fælles forudsætning om, hvad IC4 kan og de økonomiske konsekvenser af det«. Dermed ville de politiske forhandlinger om en ny kontrakt med DSB om de kommende års togdrift alligevel komme til at foregå uden, at IC4-togenes fremtid var endeligt afklaret. Enhedslistens trafikordfører Henning Hyllested fandt det uforståeligt, at transportministeren ville forhandle om DSB's nye trafikkontrakt, før politikerne kender konklusionerne i den uafhængige ekspertundersøgelse. Partiet ville dog alligevel ikke kræve, at forhandlingerne om trafikkontrakten skulle udskydes, indtil ekspertrapporten var klar.
| „ | Jeg er ikke tryg ved, at det er DSB og ministeriet, der nu skal vurdere IC4. Hvorfor iværksatte man en større undersøgelse af disse tog, hvis man ikke vil afvente konklusionen fra de schweiziske ingeniører. | “ |
|   | — Henning Hyllested (oktober 2014) |   |

Den 27. november 2014 forlød det, at rapporten ville blive offentliggjort den første uge af december.

#### Konklusioner og anbefalinger
Den 5. december 2014 offentliggjordes konklusionerne og anbefalingerne fra den 94 sider lange rapport for Folketingets Transportudvalg og efterfølgende kl. 13.30 på et pressemøde hos DSB. Rapportens hovedkonklusion var, at IC4 kan bringes i en stand, hvor togsættene kan bruges som intercitytog og dermed spille en hovedrolle i den danske togtrafik som oprindelig tiltænkt. På grund af forsinkelsen i leveringen af togsættene og flådens deraf følgende kortere brugbare levetid betegnede Prose den foretagne investering som dårlig, men Prose forventede og anbefalede, at DSB kan have 74 af de 82 IC4-tog i drift i 2019.
| „ | Jeg anbefaler at færdiggøre togene, for alternativerne vil formentlig tage længere tid og koste flere penge. I har togene, der har kostet seks milliarder kroner, og som man kan vælge at gøre noget ved, og som vi ved, hvad koster. Det skal sammenlignes med alternativerne: at skrotte toget, at leje andre tog, at købe nye tog eller at stå uden tog. | “ |
|   | — Stefan Bühler, chef for Prose (5. december 2014) |   |

Ifølge Prose havde IC4-togsættene ultimo oktober 2014 tilbagelagt i alt 10,8 mio. km i drift (heraf 30 % i 2014) og fire af togsættene havde endnu ikke kørt. 80 % af de tilbagelagte kilometer var tilbagelagt af 31 togsæt, og 30 togsæt tegnede sig for mindre end 1 %.
Prose vurderede, at det ville koste 111,2 mio. kr. mere til at forbedre bl.a. aksellejekasser, sammenkoblingssoftware og bremsesystemer for at få togene til at leve op til de anbefalede standarder. Såfremt motorerne også skulle udskiftes, kunne ekstraudgiften beløbe sig til i alt 163 mio. kr. Eftersom ind- og udstigningsdørene ikke er egnede til lokaltrafik, vurderedes det, at togene bør anvendes mellem landsdelene. Endvidere anbefalede Prose, at DSB ansætter yderligere 12 ingeniører og 40 mekanikere for at komme til bunds i IC4-togenes problemer. Herudover bør DSB lade en håndfuld togsæt køre så mange kilometer som overhovedet muligt for at kunne lære af de fejl, der måtte opstå.
Efter offentliggørelsen af rapporten spurgte Ingeniøren Stefan Bühler, om han nogensinde tidligere havde set et togprojekt med så omfattende problemer som IC4. Til det svarede Bühler:
| „ | Ikke nøjagtigt. Situationen her i Danmark er virkelig en af de værste situationer, jeg har set for sådan et indkøbsprojekt. Men det er ikke ukendt på jernbaneområdet, at leverandører ikke er i stand til at levere, hvad de har tilbudt. | “ |
|   | — Stefan Bühler, chef for Prose |   |

Endvidere påpegede han som en stor udfordring for DSB det troværdighedsproblem, offentligheden forbinder med IC4. Ifølge Bühler er det »vigtigt at genoprette tilliden til toget og til de mennesker, der arbejder med det.«
Umiddelbart efter rapportens offentliggørelse bad Folketinget DSB om at undersøge alternativer til at færdiggøre IC4.
DSB lovede inden jul at komme med sine anbefalinger på baggrund af rapporten. Som udgangspunkt var DSB ifølge kommunikationsdirektør Lars Kaspersen mere overbevist om, at konklusionerne i rapporten er velunderbyggede, end man var med en tilsvarende rapport fra konsulentfirmaet Atkins i 2011 – bl.a. fordi Prose-rapporten baserede sig på flere data end den tre år gamle Atkins-rapport. Kaspersen mente derfor, at Prose-rapportens konklusioner med stor sandsynlighed var den rette for IC4-togenes fremtid.
| „ | Det er noget, der haster. Det er en afklaring, som vi, politikerne og danskerne meget gerne vil have. | “ |
|   | — DSB's kommunikationsdirektør Lars Kaspersen (5. december 2014)                                      |   |

#### Reaktioner
Transportminister Magnus Heunicke var overrasket over Proses konklusion om, at 74 af togsættene kan komme til at køre stabilt i 2019:
| „ | (...) Jeg har fulgt denne skandale i en del år og har hele tiden haft svært ved at tro på toget. Men nu har vi fået en meget grundig rapport fra schweizerne, som vi og DSB skal bruge tid på at sætte os ind i. Jeg vil ikke konkludere noget endeligt, før jeg har fået en klar anbefaling fra DSB om konsekvenserne af rapporten og et bud på, hvad der skal ske med IC4. | “ |
|   | — Transportminister Magnus Heunicke (5. december 2014) |   |

Trafikordførerne fra Venstre og De Konservative var i tvivl om, hvorvidt det var en god idé at følge eksperternes plan. Ifølge Venstres trafikordfører, Kristian Pihl Lorentzen, skal »vi holde op med kaste gode penge efter dårlige. Og vi skal selvfølgelig kunne garantere passagererne, at det er pålidelige tog, der ruller ind på perronen.« De Konservatives trafikordfører, Mike Legarth, udtalte til DR: »Lad os nu se. Vi har prøvet den her slags rapporter den ene gang efter den anden og hældt milliarder ned i et sort hul.« Enhedslistens Henning Hyllested påpegede om rapporten, at »det er en overraskelse, men jeg tager den til efterretning.« Danske Folkepartis trafikordfører, Kim Christiansen, fastlog, at det vigtigste er, at der kommer nogle tog ud at køre: »Det er svært at se noget alternativ til at fortsætte med IC4-togene. Det har store økonomiske konsekvenser at skrotte togene.«
| „ | Jeg havde håbet på en mere klar afgørelse, og det lyder lidt som et ekko af, hvad vi hørte i 2011: Ja, der er problemer, men hvis I bruger nogle flere penge, skal togene nok komme i gang. (...) DSB skal nu gå tilbage og komme med forslag og anbefalinger til, hvordan vi kommer videre. Jeg er dog stadig betænkelig ved, om vi bliver ved med at kaste gode penge efter dårlige tog, ligesom vi skal vurdere, om passagererne skal blive ved med at leve med den usikkerhed, der omgiver disse tog. | “ |
|   | — Kristian Pihl Lorentzen (5. december 2014) |   |

| „ | (...) vi er politikere og ikke togeksperter. Og hvad er alternativet? Schweizerne roser faktisk DSB’s arbejde med IC4, og det er vi nødt til at forholde os til. Nu skal vi se frem mod 2019, og så må DSB fremlægge en materielplan år for år frem til det tidspunkt. | “ |
|   | — Henning Hyllested (5. december 2014) |   |

### DSB's IC4-anbefaling (2016)
Den 15. december 2016 offentliggjorde DSB til Folketingets Transportudvalg i en 44 sider lang rapport sin anbefaling af IC4's videre anvendelse. Rapporten konkluderede i hovedtræk:
- At IC4 er en del af løsningen frem mod indsættelse af Fremtidens Tog i 2024.
- At der sker en minimalistisk idriftsættelse af IC4, hvor der frem til udfasningen anvendes 77 togsæt fordelt med ca. 40 togsæt i drift med passagerer og ca. 37 togsæt i drifts- og værkstedsreserve.
- At IC4 primært anvendes i regionaltrafikken.
- At der fremover alene fokuseres på at forbedre IC4-togsættenes driftsstabilitet og tilgængelighed. Derfor indstilles arbejdet med at indføre fire sammenkoblede togsæt, driftskobling og forbedre komforten i passagerafsnittene.
- At der som en forsikring af konsekvenserne af yderligere forværring af IC4-togsættenes driftsstabilitet forberedes udbud af vogne, som vil kunne anvendes sammen med et eventuelt yderligere antal ellokomotiver.

### Rigsrevisionens tredje beretning (2017)
I oktober 2017 afgav Rigsrevisionen til Folketinget sin afsluttende beretning om DSB's indsats for at bygge IC4-togene færdige. Beretningen konkluderede blandt andet:
- at DSB først sent i perioden 2014-2016 gennemførte en systematisk og samlet analyse af de grundlæggende årsager til IC4-togenes dårlige driftsstabilitet
- at DSB først ved udgangen af 2016 nåede det niveau for bemanding af IC4-værkstederne, som PROSE anbefalede var til stede i en 2-årig periode
- at DSB i 2015 og 2016 kun brugte henholdsvis 36 % og 38 % af det budget, der var afsat til blandt andet at indbygge tekniske løsninger på IC4-togene

Statsrevisorerne fandt det ikke tilfredsstillende, at DSB i perioden 2014-2016 ikke gennemførte en række af de aktiviteter, som PROSE vurderede som afgørende for at bygge IC4-togene færdige og for at nå målene for bl.a. driftsstabilitet. Ifølge Statsrevisorerne havde DSB således ikke ydet den indsats, som var forudsat i den politiske aftale om passagertogtrafik i Danmark i 2015-2024.
| „ | Statsrevisorerne konstaterer, at konsekvensen af DSB’s mangelfulde indsats for at bygge IC4-togene færdige er, at en række funktionaliteter er opgivet, og at DSB er nødsaget til at anvende andre og ældre togtyper, som øger risikoen for, at DSB ikke kan levere det nødvendige antal tog. | “ |

## DSB's kontrakt med AnsaldoBreda

### DSB's mulighed for at hæve kontrakten (2009–2012)
Ifølge det økonomiske og juridiske forlig i 2009 mellem DSB og AnsaldoBreda, skulle alle 83 IC4-tog være leveret inden udgangen af 3. kvartal 2012, dvs. ved udgangen af september 2012. I 2009 – da DSB offentliggjorde den reviderede leveranceaftale som følge af det indgåede forlig – understregede den daværende administrerende direktør hos DSB, Søren Eriksen, at de havde lagt en hård kurs over for AnsaldoBreda og var klar til at annullere kontrakten, hvis der kom nye forsinkelser. Ifølge Eriksen havde man under visse betingelser adgang til at ophæve kontrakten skriftligt med et varsel på 30 dage, hvis 8 togsæt blev leveret med en forsinkelse på mere end 6 måneder. Allerede i juni 2012 erkendte DSB imidlertid over for Ingeniøren, at "det var tæt på", at 8 togsæt var mere end 6 måneder forsinket. I juni 2012 måtte DSB erkende, at alle tog alligevel ikke ville være leveret som lovet i september 2012, og leveringsplanen justeredes på ny, så sidste togsæt skulle leveres senest i juni 2013.

### DSB's og AnsaldoBredas aftale om slutleverancerne (2012)
Den 18. december 2012 indgik DSB og AnsaldoBreda aftale om slutleverancerne, der bl.a. indebar, at de sidste IC4- og IC2-togsæt skulle leveres henholdsvis ultimo september og ultimo oktober 2013. Såfremt det ikke skete, kunne DSB annullere restordren. Aftalen blev indgået på baggrund af, at AnsaldoBreda i september 2012 efter fristens udløb endnu manglede at levere 20 IC4- og 18 IC2-togsæt. I december 2012 var 61 ud af 83 IC4-togsæt og 9 ud af 23 IC2-togsæt leveret, og således var leverancen af 22 IC4-togsæt og 14 IC2-togsæt forsinket.
Endvidere regulerede aftalen den fremtidige leverance af en række vitale reservedele og opgradering af softwaren til togcomputeren (TCMS). Rabataftalen på reservedele for 500 mio. kr. (hvoraf ca. 200 mio. kr. var udnyttet) blev forlænget til ultimo september 2013. Aftalen indebar endvidere, at DSB fik 550 mio. kr. i kompensation, og at DSB dermed kunne holde sig inden for den økonomiske ramme, som blev udstukket i 2000 og 2002, da Folketingets Finansudvalg bevilgede henholdsvis 4,5 og 0,8 milliarder kroner til at købe de to togtyper.

### DSB's mulighed for at hæve kontrakten (2012–2013)
I en redegørelse til Folketingets transportudvalg fremgik det, at advokatfirmaet Kromann Reumert – som DSB efter leverancefristens udløb hyrede til at vurdere mulighederne for at annullere kontrakten – havde vurderet, at det på trods af den massive overskridelse af leveringsfristerne "ikke er sandsynligt, at DSB er berettiget til helt at hæve IC4-/IC2-kontrakterne". Ifølge advokatfirmaet var det "også mindre sandsynligt, at det kan gøres delvist".
Det vækkede nogen undren, at DSB indgik aftale med AnsaldoBreda om slutleverancerne i december 2012 og undlod at annullere ordren på de ikke-leverede togsæt på trods af, at fristen i juni 2012 fra forliget i 2009 og den efterfølgende frist i september 2012, var blevet overskredet.
| „ | En mulig forklaring kan være, at Ansaldobreda simpelthen har nægtet at sige ja til en aftale, der gav DSB mulighed for at hæve kontrakten ved nye leveranceforsinkelser, og at DSB har været så ivrig efter at få samtlige 83 IC4-togsæt og 23 IC2-togsæt til så lav en pris som muligt, at de har givet efter på dette punkt. Men det er ren spekulation, og kun DSB kan redegøre for, hvorfor kontrakten er udformet, som den er | “ |
|   | — Jurist og ekspert i international kontraktret ved Copenhagen Business School, Kim Østergaard (januar 2013) |   |

Til Ingeniøren udtalte Kim Østergaard i forbindelse med offentliggørelsen af aftalen om slutleverancerne, at han var dybt forundret over, at en så stor international kontrakt efter 12 år aldrig var blevet forsynet med en klar og utvetydig passus om købers adgang til at annullere kontrakten, hvis der forekom væsentlig misligholdelse. Ikke mindst i betragtning af, at parterne i 2009 indgik en revideret leveranceaftale, hvor det måtte formodes, at DSB havde stor opmærksomhed rettet mod at forebygge yderligere forsinkelser. Ifølge Østergaard ville det have været normalt i en international sammenhæng, at køber fik indskrevet en formulering i kontrakten, som giver køber adgang til at hæve kontrakten fx tre måneder efter tidsfristens udløb. I nogle kontrakter defineres blot en enkelt dags forsinkelse som væsentlig misligholdelse.
I forbindelse med offentliggørelsen af aftalen om slutleverancerne svarede direktør i DSB Vedligehold, Frank Olesen, på kritikken:
| „ | Det har fra flere sider været nævnt, at DSB burde hæve IC4-kontrakten. Mange juridiske forhold skal være opfyldt samtidigt, for at vi under den nuværende kontrakt kan hæve, og konsekvenserne ville være både uklare, årelange og risikobetonede. Den nye aftale anerkender vores kompensationstilgodehavende og giver os utvetydig mulighed for at annullere restleverancerne, hvis der sker yderligere forsinkelse | “ |
|   | — Direktør i DSB Vedligehold, Frank Olesen (december 2012) |   |

## Forslag om tidlig skrotning og udfasning (2011–2017)
I kølvandet på Atkins-rapporten konstaterede transportminister Henrik Dam Kristensen i oktober 2011, at der nu hurtigt skulle flere IC4-tog på skinnerne, bl.a. fordi der ikke var alternativer til IC4. Venstres trafikordfører, Kristian Pihl Lorentzen, stillede sig imidlertid tvivlende over for ministerens påstand om, at det var umuligt at leje dieseltog i fx Tyskland, som ville kunne indsættes i Danmark. Derfor burde IC4-togene helt skrottes og sendes tilbage til Italien: »Hvis vi fortsætter ad dette spor, hænger vi på dieselslugende IC4-tog med dårlig komfort i de næste 30 år. Derfor skal vi grundigt overveje, om det er en god idé at smide gode penge efter dårlige, eller om det ikke er tid til at sige farvel til IC4 og lægge en helt ny plan«.
| „ | Det kan ganske enkelt ikke passe, at vi som politikere bare skal sige ja til, at togpassagererne fortsat skal være prøveklud i DSB's eksperimentalværksted | “ |
|   | — Kristian Pihl Lorentzen (oktober 2011) |   |

I august 2013 var Kristian Pihl Lorentzen fortsat kritisk over for projektet og mente, at halvdelen af IC4-togsættene burde skrottes, da det ifølge ham er spild af penge at opgradere og reparere alle IC4-togsæt, så de kan blive driftssikre. Lektor i international handel ved Handelshøjskolen, Aarhus Universitet, Christian Bjørnskov, var enig i, at halvdelene af togene burde skrottes, bl.a. fordi han vurderede, at der skal lægges adskillige milliarder til den nuværende regning, selv hvis DSB vælger kun at klargøre halvdelen af togene.
I en tv-debat på DR, pointerede Pihl Lorentzen, at man ikke "skal fortsætte bevidstløs ud af et spor, for det står klart, at IC4 aldrig bliver et pålideligt og godt tog." Socialdemokraternes trafikordfører, Rasmus Prehn, ville også gerne satse på elektriske tog, men mente, at man ikke allerede skulle skrotte en stor del af IC4-togene: "Selv hvis vi beslutter os for at elektrificere, kan der gå fem, ti eller 15 år, før det bliver en realitet. Der skal være nogle tog at køre i i mellemtiden.
Heller ikke ifølge transportminister Pia Olsen Dyhr (SF) var der reelt noget alternativ til IC4-togene før elektrificeringen. Også trafikforsker fra DTU, Alex Landex, frarådede en tidlig skrotning af togene. For det første, fordi der i forvejen mangler siddepladser i togdriften, og for det andet, fordi der vil gå flere år, før der kan indkøbes andre nye tog. Landex påpegede endvidere, at kun 30 % af det danske jernbanenet er elektrificeret, og eftersom man ikke har haft et politisk ønske om at elektrificere det danske jernbanenet, har man været tvunget til at købe dieseltog til landsdelstrafikken.
| „ | Skulle vi droppe togene, som Venstre foreslår, ville det betyde væsentligt langsommere togforbindelser i Danmark, da IC4-togene kan køre væsentligt hurtigere end alle alternativer. Samtidig ville vi ikke kunne transportere så mange passagerer, som vi kan i dag. Så det er virkelig svært at droppe togene nu. | “ |
|   | — Transportforsker Alex Landex (august 2013) |   |

Også Radikale Venstres trafikordfører, Andreas Steenberg, foreslog forud for forhandlingerne med DSB i efteråret 2013 og foråret 2014 at droppe IC4-togene helt og i stedet investere i elektriske togsæt, »der virker, og som er grønnere og forurener mindre.«
Efter at Prose-rapporten offentliggjordes i december 2014 – og eneste reelle alternativ til IC4 ifølge DSB var at renovere de 35 år gamle MR-tog – droppede Venstre kravet om at skrotte IC4-togene.
| „ | Det har været et valg mellem pest eller kolera. Vi blev meget skuffede, da vi havde nærlæst Prose-rapporten. Problemet er, at rapporten opregner en række problemer, som de foreslår skal granskes nærmere. Vi ved ikke, hvad det så betyder, og det er så pesten. På den anden side har vi DSB's plan B for at køre helt uden IC4-tog frem til det tidspunkt, hvor jernbanerne er elektrificeret og eltog anskaffet. I så fald skal vi køre i de gamle MR-tog fra dengang, vi gik i gymnasiet, og det er koleraen. | “ |
|   | — Kristian Pihl Lorentzen (december 2014) |   |

Efter at driftsdata fra januar-marts 2016 viste, at IC4 kørte færre kilometer mellem nedbrud end i 2015, og at togene fortsat stort ikke kørte mellem København og Aarhus, konkluderede en række af Folketingets transportordførere ifølge Jyllands-Posten i maj 2016, at IC4 aldrig kommer til at afløse IC3 i togtrafikken mellem Øst- og Vestdanmark. Ifølge Venstres transportordfører, Kristian Pihl Lorentzen, ville det eneste rigtige være en »kontrolleret udrangering«. Ifølge SF’s tidligere transportminister, partiformand Pia Olsen Dyhr, er »IC4 en fejl, som vi skal over hurtigst muligt. Derfor skal vi have elektrificeret hele tognettet, og så må vi købe dobbeltdækkere og eventuelt ekstra lokomotiver i en overgangsfase.« Transportordfører Rasmus Prehn (S) var enig, men mente, at man i en overgangsperiode er nødt til at bruge de af IC4-togene, der kan køre. Transportminister Hans Christian Schmidt mente ligesom Pihl Lorentzen, at IC4 skulle udfases kontrolleret.
I august 2016 oplyste DSB i forbindelse med resultatet for 1. halvår 2016, at fem hensatte IC4-togsæt sammen med alle 23 IC2-togsæt udfases straks, og at de 28 togsæt blev nedskrevet. I 2017 sendte DSB de fem hensatte IC4-togsæt til ophugning. Dermed udgjorde den samlede flåde af IC4-togsæt pr. 2017 77 af de oprindeligt 83 bestilte. DSB solgte samme år 15 af de 23 hensatte IC2-togsæt til det rumænske togselskab Astra Trans Carpatic.

## Omkostninger
I forbindelse med Rigsrevisionens beretning i 2012 kunne DSB ikke oplyse, hvor meget man forventede, at det samlet ville koste at færdiggøre togene. Ifølge DSB kan den samlede pris for IC4 først gøres op, når alle tog er leveret og sat i drift.
I juli 2006 anslog Berlingske Tidende, at de forsinkede leverancer over en tre-årig periode (2004-2006) kostede DSB tæt på en mia. kr. som følge af, at Transportministeriet i 2004 trak 110 mio. kr. ud af DSB i ekstraordinært udbytte på grund af IC4-forsinkelsen. I 2005 steg det yderligere til 275 mio. kr., og i 2006 ville beløbet formentlig blive ca. 100 mio. kr. større. Hertil kommer, at den daværende transportminister, Flemming Hansen, ekstraordinært inddrog de 250 mio. kr., som AnsaldoBreda på daværende tidspunkt foreløbig havde betalt i bod til DSB for forsinkelsen, men som ifølge ministeren gjorde mere gavn ude på de nedslidte skinner.
I juni 2012 anslog Ingeniøren, at den samlede regning for IC4-projektet ville blive mindst 1 mia. kr. dyrere end den oprindelige kontraktsum, og at de afledte følgeomkostninger til at leje dobbeltdækkervogne vil løbe op i 1,5 mia. kr.
I august 2013 henviste Ingeniøren til en opgørelse, som transportminister Pia Olsen Dyhr (SF) havde sendt i et svar til Kristian Pihl Lorentzen. Heraf fremgik det, at DSB frem mod udgangen af 2012 havde brugt 6,2 mia. kr. på IC4-togene, heraf 1,1 mia. kr. til at leje dobbeltdækkervogne i 2007-2012. Rammen for projektet var dermed udvidet med en mia. kr.
Ifølge lektor i international handel ved Handelshøjskolen i Aarhus, Christian Bjørnskov, er IC4 et prestigeprojekt, som er langt ud over grænsen for, hvad der er økonomisk forsvarligt:
| „ | Problemet i den her sag er, at den politiske investering har været så høj, at man bare fortsatte med at poste penge i projektet, selvom det var økonomisk nonsens. Nu står vi så med en masse tog, der ikke virker, og som vi ydermere ikke har brug for | “ |
|   | — Christian Bjørnskov, Aarhus School of Business (august 2013) |   |

I oktober 2014 viste en opgørelse fra DSB til Folketinget, at den samlede regning for IC4 og IC2 var 6,825 mia. kr. og dermed 1,5 mia. kr. mere end den oprindelige kontraktsum. 4,725 mia. kr. var brugt på IC4 og 768 mio. kr. på IC2. 1,332 mia. kr. var brugt på at leje og opgradere erstatningstog.

### Erstatningsmateriel

#### ICE TD
I 2006 vurderedes det, at prisen på leje af ICE TD fra Deutsche Bahn ville udgøre minimum 115 mio. kr. om året. DSB har pr. 2011 fra Deutsche Bahn lejet 13 ICE TD-togsæt, der er sikret i en kontraktperiode indtil 2020. Siden den 9. december 2007 har ICE TD været indsat i direkte tog fra København og Aarhus til Hamborg og Berlin.

#### Dobbeltdækkervogne
Fra efteråret 2002 indsatte DSB 42 nye dobbeltdækkervogne – litreret ABs, B og Bk – på Nordvestbanen, som var lejet af det engelske firma Porterbrook og bygget på Bombardiers fabrik i Görlitz i Tyskland. På den måde kunne man fremskynde udskiftnigen af de ældre røde Bn-vogne. Lejemålet skulle oprindeligt ophøre i 2006.
I januar 2010 oplyste DSB, at man som følge af IC4-forsinkelserne var begyndt at modernisere ME-lokomotiverne, der trækker dobbeltdækkervognene, bl.a. ved at forsyne lokomotiverne med et emissionskit, der skulle reducere udledningen af partikler.
Med tiden indsattes også dobbeldækkervognene på Sydbanen. Da det i efteråret 2011 fortsat var usikkert, i hvilket omfang IC4 kunne afløse IC3 i landsdelstrafikken – og IC3 de lokomotivtrukne regionaltog på Sjælland – forlængede DSB i november 2011 lejen af 67 dobbeltdækkervogne med fem år indtil 2016.
I oktober 2012 fremgik det af oplysninger fra DSB til transportudvalget, at DSB havde brugt 230 mio. kr. om året på at leje dobbeltdækkervogne og vedligeholde diesellokomotiver til at trække dem. Ifølge Ingeniøren havde DSB således allerede opbrugt den erstatning på 700 mio. kr., som DSB fik af AnsaldoBreda til at skaffe erstatningsmateriel som følge af de forsinkede IC4-leverancer. I alt var der i perioden 2007-2012 brugt 807 mio. kr. på at leje dobbeltdækkervogne og opgradere de op til 30 år gamle, dieseldrevne ME-lokomotiver, der bruges til at trække dobbeltdækkervognene. Alene opgraderingen af ME-lokomotiverne kostede 73 mio. kr. I 2013 oplyste transportministeren, at det havde kostet 1,1 mia. kr. at leje dobbeltdækkervognene i 2007-2012.
Den 2. april 2014 gav forligskredsen bag aftalen om "Bedre og Billigere Kollektiv Trafik" af 12. juni 2012 (dvs. SR-regeringen, Dansk Folkeparti, SF og Enhedslisten) grønt lys for, at DSB købte de 67 dobbeltdækkervogne, som DSB hidtil havde lejet. Samtidig reserverede politikerne 420 millioner kroner, som skulle bruges til at købe el-lokomotiver for. Indkøbene finansieres af de 1,2 mia. kr., der var afsat til at indkøbe el-tog.
Med købet af de 67 dobbeltdækkere har DSB fået en solid pladsbuffer, hvis der kommer yderligere problemer med IC4-togene, hvilket ellers kunne betyde manglende siddepladser til passagererne efter 2016, hvor dobbeltdækkerne ellers skulle leveres tilbage.
| „ | Jeg er tilfreds med, at vi med et bredt flertal sikrer, at der ikke vil komme kaotiske tilstande i togene, når lejekontrakten på de 67 dobbeltdækkervogne, som hver dag bruges af tusindvis af passagerer, udløber. Samtidig skaber vi med nye el-lokomotiver mulighed for en mere miljøvenlig og driftsikker togdrift på de danske skinner. | “ |
|   | — Transportminister Magnus Heunicke (april 2014) |   |

### Ombygning og opgradering af IC4 og IC2
En opgørelse fra maj 2013 viste, at DSB havde 196 medarbejdere beskæftiget udelukkende med at opgradere IC4-togene. Samtidig fremgik det af en statusrapport, at DSB arbejdede på at ansætte flere ingeniører til at udbedre togene.

## Læren af IC4-sagen

### Elektrificering (2007)
Allerede i 2007 foreslog den daværende transportminister Jakob Axel Nielsen at undersøge, hvad det ville koste at elektrificere resten af banenettet som følge af problemerne med IC4. Og navnlig i løbet af 2011 betød de fortsatte udfordringer med IC4, at politikere fra begge sider af Folketingssalen var parate til igen at sætte gang i elektrificeringen af jernbanen i Danmark. Rapporten 'Strategisk analyse af elektrificering af banenettet' fra Banedanmark konkluderede i den forbindelse, at de manglende IC4-tog vil gøre det muligt at elektrificere strækningerne Fredericia–Aarhus og Aarhus–Aalborg hurtigere end tidligere antaget.

### Ny proces for indkøb af nye tog (2012)
Som en direkte følge af Rigsrevisionens beretning fra juni 2012 proklamerede den daværende transportminister Henrik Dam Kristensen, at Transportministeriet på baggrund af IC4-/IC2-sagen vil styrke tilsynet med DSB ved fremtidige materielanskaffelser.
| „ | Armslængdeprincippet respekterer jeg, men jeg konstaterer også, at DSB jo er finansieret af offentlige midler. Derfor må jeg bare sige, at jeg synes ikke, at der er noget som helst forkert i, at vi nu skaber en proces, hvor der er større åbenhed om materielindkøb i fremtiden. Det her viser jo, at vi faktisk har lært noget af IC4-skandalen. | “ |
|   | — Transportminister Henrik Dam Kristensen (juni 2012) |   |

#### Ekstern kvalitetssikring
Også Henrik Dam Kristensens efterfølger, Magnus Heunicke (S), ønskede en ny proces for indkøb af nye tog. I maj 2014 oplyste han, at Transportministeriet havde hyret det eksterne firma Deloitte til løbende at kvalitetssikre DSB's kommende eltog. Således skal firmaet fire gange give grønt lys til, at projektet kan fortsætte:
- Når DSB præsenterer rammerne for togindkøbet
- Når markedet skal studeres
- Når togindkøbet sendes i udbud
- Når kontrakten skal underskrives

Både Kristian Pihl Lorentzen (V) og DSB hilste den eksterne kvalitetssikring velkommen.
Ministeren oplyste samtidig DSB om, at der ved det næste indkøb af tog skal være tale om eltog, som i forvejen kører andre steder i Europa.
| „ | Den kæmpe IC4-skandale skal ikke gentage sig. I 2018 og 2019 åbner den nye jernbane over Køge, og der kommer dobbeltspor – til den tid skal vi have flere tog. På det tidspunkt skal vi se på markedet og se på, hvor stort problemet med IC4 stadig er. En af fejlene ved IC4, ser man nu, var, at man valgte at få lavet danskernes eget tog i stedet for at investere i tog, som allerede var på markedet. Det var en fejlagtig beslutning. Man var forblændet af nye muligheder og federe tog | “ |
|   | — Transportminister Magnus Heunicke (maj 2014) |   |

### Togfonden DK (2013)
Den 1. marts 2013 præsenterede regeringen en togfond på 27,5 mia. kr. finansieret af indtægter fra udvinding af råolie i Nordsøen. Fonden skal finansiere infrastruktur, der muliggør timemodellen og elektrificering af jernbanenettet. Med togfonden har regeringen gjort sig uafhængig af de dieseldrevne IC4 og IC2, eftersom tidspunktet for elektrificeringen af de resterende dele af hovedstrækningerne ikke længere afhænger af, i hvilket omfang IC4 bliver i stand til at afløse IC3 i fjerntogstrafikken.
| „ | Fremtidens tog er elektriske. Derfor vil vi elektrificere alle hovedstrækninger i Danmark, så hurtigt som det er praktisk muligt. Elektrificeringen betyder, at vi fremover kan købe gennemprøvet togmateriel, så vi aldrig igen skal komme i en situation som med IC4-toget. Eltog er også mere energieffektive, klima- og miljøvenlige. | “ |
|   | — Henrik Dam Kristensen (marts 2013) |   |

### Andet
Ifølge fremtidsforsker og tidligere ansat i DSB's økonomi- og planlægningsafdeling, Uffe Paludan, var IC4-sagen og en række andre problematiske sager affødt af DSB's organisering og ledelsesmæssige fokus:
| „ | DSB (...) fokuserer på politikerne som den vigtigste kunde, og her er det jo ligegyldigt med effektiv drift, for staten giver stadig tilskud, når det går dårligt. Man kan groft sagt sige, at hvis man laver en IC4-skandale, får man nye elektriske tog som belønning. | “ |
|   | — Uffe Paludan (november 2014) |   |

Ifølge en afstemning i oktober 2015 blandt 3546 brugere på DR.dk som afslutning på programserien 'Spild af dine penge' pegede 20 % af brugerne på IC4 blandt 17 kandidater som det værste spild af offentlige kroner:
- 24 %: SKAT, opkrævninger og it-systemet EFI
- 20 %: IC4
- 10 %: Eurovision-sagen
- 7 %: Rejsekortet

IC4-problemerne på 7 mia. kr. kan dog overgås af de danske omkostninger til ERTMS-signalsystemet på omkring 20 mia. kr., som også har udviklingsudfordringer.